# ドリームキャストのゲームタイトル一覧
ドリームキャストのゲームタイトル一覧（ドリームキャストのゲームタイトルいちらん）では、ドリームキャスト対応として全世界で発売されたゲームソフトを発売順に、および非売品、非ライセンスタイトル、発売されなかったタイトルを列記する。なお追加要素などを含まない廉価版は除く。また一部のタイトルは初回限定版と通常版の2種類用意されているが、限定版しか出荷されず通常版が出荷されていない可能性があるソフトがある。
| 目次 | • 発売されたタイトル• 非売品• 非ライセンスタイトル• 発売されなかったタイトル• 脚注• 参考文献 |

## 発売ソフトの形態・変遷
ドリームキャストは1998年11月27日に日本で発売され、1999年9月9日には北米で、それから約1か月後の10月14日には欧州でも発売された。
ドリームキャストはアーケードゲームと同等の性能を持ち、アーケードゲーム基板NAOMIと互換性があった。例えば、テクモの対戦型格闘ゲーム『デッド オア アライブ2』は原作となるアーケード版の稼働から2か月後にドリームキャストへの移植を実現した。また、アーケードゲームとの連携機能を有した作品もあり、たとえばカプコン製のアーケードゲームの筐体には、ドリームキャストのセーブ媒体であるビジュアルメモリの差込口があり、ビジュアルメモリ内のプレイデータを通じてプレイポイントを獲得し、隠しキャラクターの解放などに使われた。加えて、独自規格GD-ROMを採用したことで、CD-ROMを上回る約1GBのメディア容量を確保していた。
また、本体にはインターネットを用いた通信機能が標準搭載された。ネットワークを介してゲームを行うことは前世代機のセガサターン、その前のメガドライブでも可能であったが、サービスを利用した時間に応じて料金が課される、従量課金制などの理由で普及には至らなかった（メガドライブのゲームタイトル一覧、セガサターンのゲームタイトル一覧を参照）。その一方、ドリームキャストが展開されていた当時はテレホーダイという料金定額制サービスが普及しており、その結果リアルタイムでコミュニケーションが図れる『あつまれ!ぐるぐる温泉』や家庭用オンラインゲームの先駆けである『ファンタシースターオンライン』などが好評を博した。とはいえ、アナログ回線からISDNへの移行期だったことに加え、大半の通信事業者は従量課金制を採用していたため、爆発的な普及にはいたらなかった。
さらに、セガサターンの反省から、ソフトメーカーが参加しやすい環境づくりが図られ、ライバルであるPlayStationのソフトが頭打ちになったこともあり、セガサターン立ち上げ時の2倍となる約320社からドリームキャスト開発の賛同を取り付けることができた。こうして、前世代機（セガサターン、PlayStation、NINTENDO 64）の中で、ドリームキャストは次世代機としていち早く登場したものの、発売初期は3DCGの要となるチップ「PowerVR2」の供給が追い付かなかったため初回出荷台数を減らさざるを得ず、主要ソフトの発売延期が相次いだ。その中で1998年12月に発売された『ソニックアドベンチャー』において主人公ソニック・ザ・ヘッジホッグのデザインがドリームキャスト向けに大幅に変更された。同作は30万本の売り上げを記録し、このソニックは「モダンソニック」とよばれ、のちのシリーズの方向性のきっかけとなった。
1999年には114本のソフトが日本で発売された。7月に発売された『シーマン 〜禁断のペット〜』はコントローラに接続したマイクを用いて人面魚「シーマン」とコミュニケーションをとる内容であり、太々しいキャラクター性が話題を呼び、ついには第3回文化庁メディア芸術祭デジタルアート（インタラクティブ）部門優秀賞を受賞した。年末商戦に投じられた『シェンムー 一章 横須賀』はオープンワールドゲームの先駆けとして知られるようになった。
2000年には『バイオハザード CODE:Veronica』といった大作や、前述の『ファンタシースターオンライン』をはじめとするオンラインゲームなど、多様な作品群を展開してきた。また、2000年10月5日にはゲームソフトを安価で販売し、序盤まで遊んだ後に解除キーを追加で購入する「@barai」（あっとばらい）というサービスが開始された。2000年8月の発表時点では15タイトルが対応する予定だったが、実際は『エターナルアルカディア』（2000年10月発売）と『ハンドレッドソード』（2001年発売）の2作にとどまり、ソフトの発売から1年半後の2002年3月31日に解除キーの販売およびキーの再ダウンロードサービスを終了した。
結局、PlayStationのシェアを奪うことはできず、DVD-ROMを擁した次世代機のPlayStation 2が登場すると完全に差をつけられた。メディア容量の面においても、PlayStation 2に採用されたDVD-ROMは約4.7GBと、ドリームキャストに採用されたGD-ROMの5倍近くもあった。このため、『バイオハザード CODE:Veronica』や『シェンムー』といった大作では2枚以上のディスクで構成されることが増えた。
2001年1月31日にセガは記者会見を開き、ハードウェアビジネスとソフトウェアビジネスの維持困難を理由に、同年3月31日をもってドリームキャスト本体の製造を中止し、サードパーティへ転向することを宣言した。その際、同社は自社のドリームキャスト用ソフトの一部を、PlayStation 2とゲームボーイアドバンスにそれぞれ投入することを明言した。この報道を受け、サードパーティの中にはドリームキャスト向けに開発していた作品をPlayStation 2へ移行したところもあった。その後、同年6月にも記者会見が行われ、ラインナップの見直しによりオンラインゲーム『ファーネーション 』といったタイトルがお蔵入りとなった。
本体製造中止宣言後も新規タイトルの供給は続いた。2002年に日本で発売されたタイトルは49本であり、その中にはドリームキャストにおける最後のサクラ大戦シリーズとなった『サクラ大戦4～恋せよ乙女～』もあった。発売本数が減ったこともあり、パソコン向け美少女ゲームからの移植が増えた。そのさなか、このようなゲームで普及していたエンジン・NScripterの作者である高橋直樹を中心に、NScripter採用作品をドリームキャストに移植する動きがあり、紆余曲折の末に第1弾として『風の唄』が2004年4月に発売されたが、GD-ROMの読み込みや動作音が問題視され、ドリームキャスト版NScripterの普及には至らなかった。また、ライターの大塚祐一は雑誌「ゲームラボ2020発夏」において、ドリームキャストにおける表現規制はPlayStationよりもゆるいとしつつも、作品やブランドによっては性的描写の許容範囲に差があったとのべている。
2000年代半ばに入るとドリームキャストの市場は終焉を迎え、ドリームキャスト向けに美少女ゲームやギャルゲーを作っていたメーカーがPlayStation 2へと流入していった。それでも、「ドリームキャスト最後のソフト」を謳うソフトが何度か登場した結果、日本におけるライセンスタイトルとしては2007年3月8日発売の『カラス』まで新作タイトルが供給された。

プラットフォームとしての展開終了後、ドリームキャストのゲームタイトルは、日本においてはPlayStation NetworkやXbox LIVEといったダウンロード配信サービスを通じて展開された。一方でオンラインサービスの終了に伴い、追加コンテンツがダウンロードできなくなってしまった作品もあった。また、人気の多寡にかかわらず長年にわたりなかなか移植がなされない作品もあり、GD-ROMを移植の障壁として指摘する声もある。

## 発売されたタイトル
| 目次 | • 1998• 1999• 2000• 2001• 2002• 2003• 2004以降 |

本節の「発売されたタイトル一覧表」には合計で「630」のゲームタイトルを発売日・発売元とともに列記している。また「地域ごとの発売年一覧表」には1998年から2007年に発売されたゲームタイトル数を地域および年に分けて列記している。
| 地域 | 1998年 | 1999年 | 2000年 | 2001年 | 2002年 | 2003年 | 2004年 | 2005年 | 2006年 | 2007年 | 合計 |
| ---- | ------ | ------ | ------ | ------ | ------ | ------ | ------ | ------ | ------ | ------ | ---- |
| 日本 | 8      | 113    | 159    | 118    | 49     | 27     | 17     | 2      | 2      | 2      | 497  |
| 北米 | N/A    | 53     | 139    | 54     | 1      | N/A    | N/A    | N/A    | N/A    | N/A    | 246  |
| 欧州 | N/A    | 38     | 118    | 52     | 9      | N/A    | N/A    | N/A    | N/A    | N/A    | 216  |

| 発売日         | 発売日         | 発売日         | タイトル                                                                                        | 発売元                                              | 備考 | 脚注                     |
| 日本           | 北米           | 欧州           | タイトル                                                                                        | 発売元                                              | 備考 | 脚注                     |
| -------------- | -------------- | -------------- | ----------------------------------------------------------------------------------------------- | --------------------------------------------------- | --- | ------------------------ |
| 1998年11月27日 | 1999年9月9日   | 1999年10月14日 | ペンペントライアイスロン                                                                        | ゼネラル・エンタテイメント Infogrames               | ローンチタイトル 動物たちによるトライアスロンレースゲーム | [ 42 ]                   |
| 1998年11月27日 | 1999年10月18日 | 1999年10月14日 | バーチャファイター3tb                                                                           | セガ                                                | ローンチタイトル。同名アーケードゲームの移植版 | [ 42 ]                   |
| 1998年11月27日 | 未発売         | 未発売         | ゴジラ・ジェネレーションズ                                                                      | セガ                                                | ローンチタイトル。先行発売されたビジュアルメモリ『あつめてゴジラ』との連動要素あり | [ 42 ]                   |
| 1998年11月27日 | 未発売         | 未発売         | July                                                                                            | フォーティファイブ                                  | ノストラダムスの大予言を題材としたSFアドベンチャーゲーム | [ 42 ]                   |
| 1998年12月17日 | 1999年11月30日 | 1999年10月14日 | インカミング 人類最終決戦 Incoming                                                              | イマジニア Interplay Entertainment                  | 同名PCゲームの移植版 | [ 43 ] [ 44 ]            |
| 1998年12月23日 | 1999年9月9日   | 1999年10月14日 | ソニックアドベンチャー                                                                          | セガ                                                | ソニックシリーズ初の3DCG作品 | -                        |
| 1998年12月23日 | 1999年12月18日 | 未発売         | セヴンスクロス Seventh Cross: Evolution                                                         | NECホームエレクトロニクス UFO Interactive Games     | 生物の進化を題材としたシミュレーションRPG | [ 43 ]                   |
| 1998年12月23日 | 未発売         | 未発売         | TETRIS 4D                                                                                       | BPS                                                 | | [ 43 ]                   |
| 1999年1月14日  | 未発売         | 未発売         | 戦国TURB                                                                                        | NECホームエレクトロニクス                           | 同名の同人ソフトを原作としており、内容はオリジナル版と異なる | [ 37 ]                   |
| 1999年1月21日  | 1999年12月16日 | 2000年6月9日   | 神機世界エヴォリューション Evolution                                                            | セガ Ubisoft                                        | ドリームキャスト初のRPG | [ 37 ]                   |
| 1999年1月28日  | 1999年10月31日 | 1999年10月14日 | セガラリー2                                                                                     | セガ                                                | 『セガラリー』の続編 | [ 37 ] [ 注 8 ]          |
| 1999年2月25日  | 1999年9月9日   | 1999年10月14日 | パワーストーン                                                                                  | カプコン                                            | 同名アーケードゲームの移植版 | [ 37 ]                   |
| 1999年2月25日  | 未発売         | 未発売         | ポップンミュージック                                                                            | コナミ                                              | 同名アーケードゲームの移植版に、DC版オリジナル楽曲を追加 | [ 48 ]                   |
| 1999年3月4日   | 1999年9月9日   | 1999年10月29日 | エアロダンシング featuring Blue Impulse AeroWings                                               | CRI Crave Entertainment                             | 航空自衛隊の協力の下で開発されたフライトシミュレーター | -                        |
| 1999年3月4日   | 1999年10月31日 | 1999年12月3日  | サイキックフォース2012                                                                          | タイトー                                            | 同名アーケードゲームの移植版 | [ 37 ]                   |
| 1999年3月4日   | 未発売         | 未発売         | 麻雀大会II Special                                                                              | コーエー                                            | 同名PCソフトの移植版で、PlayStationにも移植 | [ 50 ]                   |
| 1999年3月4日   | 未発売         | 未発売         | ぷよぷよ〜ん                                                                                    | セガ                                                | | [ 37 ] [ 51 ]            |
| 1999年3月11日  | 1999年9月9日   | 1999年10月14日 | MONACO GRAND PRIX Racing Simulation2 Monaco Grand PrixNA Racing Simulation: Monaco Grand PrixUK | ユービーアイソフト                                  | F1カーの実名登場にあたっては、ルノー等の許諾を得ている | [ 50 ]                   |
| 1999年3月11日  | 未発売         | 未発売         | リアルサウンド 〜風のリグレット〜                                                               | ワープ                                              | 同名セガサターン用ソフトの移植版を1つのディスクに統合し、風景表示機能などを追加した作品 | [ 注 9 ] [ 50 ]          |
| 1999年3月18日  | 未発売         | 未発売         | 北へ。 White Illumination                                                                       | ハドソン                                            | | [ 52 ]                   |
| 1999年3月20日  | 未発売         | 未発売         | 湯川元専務のお宝さがし                                                                          | セガ                                                | もともとはドリームキャスト本体購入者向けにキャンペーンの一環として配布 | [ 53 ]                   |
| 1999年3月25日  | 1999年9月9日   | 1999年10月14日 | ブルー スティンガー                                                                             | セガ                                                | | [ 53 ] [ 54 ] [ 注 10 ]  |
| 1999年3月25日  | 1999年9月9日   | 1999年11月5日  | ザ・ハウス・オブ・ザ・デッド2                                                                   | セガ                                                | 同名アーケードゲームの移植版で、ドリームキャスト・ガンにも対応 ドリームキャストダイレクトでの専売も予定されていた | [ 53 ] [ 55 ]            |
| 1999年3月25日  | 1999年9月9日   | 未発売         | スーパースピード・レーシング Flag to Flag                                                       | セガ                                                | アメリカのチャンプカー・ワールド・シリーズ(CART)を題材としており、開発に当たってはCART協会の協力を得ている | [ 53 ] [ 56 ]            |
| 1999年3月25日  | 1999年9月30日  | 2000年6月23日  | MARVEL VS. CAPCOM CLASH OF SUPER HEROES                                                         | カプコン                                            | マーベル・コミックのキャラクターとカプコンのキャラクターが登場する同名アーケードゲームのアレンジ移植 | [ 53 ] [ 57 ]            |
| 1999年3月25日  | 未発売         | 未発売         | 三國志VI                                                                                        | コーエー                                            | 同名PCゲームの移植版 | [ 53 ]                   |
| 1999年3月25日  | 未発売         | 未発売         | 信長の野望将星録 with パワーアップキット                                                        | コーエー                                            | 同名PCゲームの移植版 | [ 53 ]                   |
| 1999年4月1日   | 1999年9月30日  | 1999年10月14日 | ゲットバス Sega Bass Fishing                                                                    | セガ                                                | 同名アーケードゲームのアレンジ移植 また、同時発売のつりコントローラにも対応 | [ 53 ]                   |
| 1999年4月8日   | 未発売         | 未発売         | デジタル競馬新聞マイトラックマン                                                                | ショウエイシステム                                  | 通信機能による開催前レースのシミュレーション機能があり、開始当初から1年間は無料で、その後は有料で利用できたが、ショウエイシステムの倒産に伴い2000年10月1日でサービス終了                                                                                           | [ 58 ]                   |
| 1999年4月15日  | 未発売         | 未発売         | 森田の最強将棋                                                                                  | ランダムハウス                                      | PC版『森田将棋8』の思考ルーチンを使用 | [ 58 ]                   |
| 1999年4月15日  | 未発売         | 未発売         | 森田の最強Reversi                                                                               | ランダムハウス                                      | | [ 58 ]                   |
| 1999年4月22日  | 未発売         | 未発売         | WEB MYSTERY 予知夢ヲ見ル猫                                                                      | メビウス/セガ                                       | ドリームキャスト用ソフトとしては初めてとなる実写を用いたアドベンチャーゲーム。また、架空のウェブサイトが収録されており、インターネット未接続でも疑似的なネットサーフィンができた                                                                                   | [ 58 ]                   |
| 1999年4月29日  | 1999年11月16日 | 1999年11月10日 | レッドラインレーサー Suzuki Alstare Extreme Racing                                              | イマジニア Ubisoft                                  | 同名PCゲームの移植版 | [ 59 ]                   |
| 1999年5月27日  | 1999年10月31日 | 1999年10月14日 | ダイナマイト刑事2 Dynamite Cop                                                                  | セガ                                                | 同名アーケードゲームの移植版に独自要素を付与 | -                        |
| 1999年5月27日  | 1999年12月31日 | 未発売         | ELEMENTAL GIMMICK GEAR                                                                          | ハドソン                                            | 本作のデザインはのちに玩具『瞬速爆転E.G.G.ファイト』に流用された | -                        |
| 1999年6月24日  | 1999年9月9日   | 1999年10月14日 | 首都高バトル Tokyo Xtreme RacerNA Tokyo Highway ChallengePAL                                    | 元気                                                | | [ 62 ]                   |
| 1999年6月24日  | 1999年9月9日   | 1999年10月14日 | 生体兵器エクスペンダブル ExpendableNA Millennium Soldier: ExpendablePAL                         | イマジニア                                          | 同名PCゲームの移植版だが、発売自体は本作が先である | [ 63 ]                   |
| 1999年6月24日  | 1999年10月22日 | 未発売         | ザ・キング・オブ・ファイターズ DREAM MATCH 1999                                                 | SNK                                                 | SNKのドリームキャスト参入第1弾 アーケードゲーム『ザ・キング・オブ・ファイターズ'98』の移植版で、ネオジオポケット用ソフト『KOF R-2』との連動要素あり | [ 63 ]                   |
| 1999年6月24日  | 未発売         | 未発売         | ジャイアントグラム 〜全日本プロレス2 IN 日本武道館〜                                            | セガ                                                | セガサターン用ソフト『全日本プロレス FEATURING VIRTUA』の続編 | [ 59 ]                   |
| 1999年7月8日   | 1999年9月9日   | 1999年10月24日 | バギーヒート TNN Motorsports HardCore Heat                                                      | CRI ASC Games                                       | | [ 64 ]                   |
| 1999年7月8日   | 2000年5月31日  | 2000年9月29日  | ストリートファイターZERO3 サイキョー流道場 Street Fighter Alpha 3                               | カプコン                                            | アーケード―ゲーム『ストリートファイターZERO3』の移植版に、通信機能を用いた「サイキョー流道場」モードを追加 | [ 65 ]                   |
| 1999年7月8日   | 未発売         | 未発売         | 永世名人III 〜ゲームクリエイター吉村信弘の頭脳〜                                                | コナミ                                              | |                          |
| 1999年7月8日   | 未発売         | 未発売         | 超発明BOYカニパン 〜暴走ロボトの謎!?〜                                                          | セガ                                                | テレビアニメ『超発明BOYカニパン』のゲーム化作品で、先行発売されたVM『あそんでキッドDCDC』との連動要素あり | [ 63 ]                   |
| 1999年7月15日  | 未発売         | 未発売         | フレームグライド                                                                                | フロム・ソフトウェア                                | リアルタイム通信機能に対応 | [ 66 ]                   |
| 1999年7月15日  | 未発売         | 未発売         | ワールド・ネバーランドプラス 〜オルルド王国物語〜                                               | リバーヒルソフト                                    | 住民の交換や掲示板機能に通信機能が用いられた | [ 67 ]                   |
| 1999年7月22日  | 未発売         | 未発売         | 真本格花札                                                                                      | アルトロン                                          | | [ 66 ]                   |
| 1999年7月22日  | 未発売         | 未発売         | 世界・ふしぎ発見!トロイア                                                                       | TBS                                                 | テレビ番組『世界・ふしぎ発見!』をゲーム化 | [ 66 ]                   |
| 1999年7月22日  | 未発売         | 未発売         | 電波少年的懸賞生活 〜なすびの部屋〜                                                             | ハドソン                                            | テレビ番組『電波少年』のコーナー「なすびの懸賞生活」のゲーム化作品で、架空の懸賞に応募するモードに加え、電子はがきを用いて実際の検証に応募するモードもあった | [ 66 ]                   |
| 1999年7月29日  | 1999年9月9日   | 2000年2月18日  | エアフォースデルタ Deadly SkiesPAL                                                              | コナミ                                              | コナミにとっては初めてのドリームキャストオリジナル作品 | -                        |
| 1999年7月29日  | 2000年8月9日   | 未発売         | シーマン 〜禁断のペット〜 Seaman                                                                | ビバリウム                                          | 人面魚「シーマン」を題材とした育成シミュレーションで、マイクによる音声認識を用いている | [ 15 ]                   |
| 1999年7月29日  | 未発売         | 未発売         | アキハバラ電脳組パタPies!                                                                       | セガ                                                | メディアミックス『アキハバラ電脳組』関連作品 | [ 70 ]                   |
| 1999年7月29日  | 未発売         | 未発売         | マリオネットハンドラー                                                                          | マイクロネット                                      | 『ヘビーノバ』関連作品で、ロボットのプログラムを組んで戦わせる内容となっている | [ 68 ]                   |
| 1999年8月5日   | 1999年9月9日   | 1999年12月1日  | ソウルキャリバー                                                                                | ナムコ                                              | 同名アーケードゲームの移植版 | [ 71 ] [ 72 ]            |
| 1999年8月5日   | 未発売         | 未発売         | プロ野球チームをつくろう!                                                                       | セガ                                                | セガサターン用ソフト『プロ野球チームもつくろう!』の続編 | [ 73 ]                   |
| 1999年8月5日   | 未発売         | 未発売         | 北へ。〜Photo Memories〜                                                                        | ハドソン                                            | 『北へ。』のファンディスク | [ 73 ]                   |
| 1999年8月26日  | 1999年11月10日 | 1999年11月15日 | COOL BOARDERS BURRRN!                                                                           | ウエップシステム                                    | 『クールボーダーズ』シリーズの1作品 | [ 74 ]                   |
| 1999年8月26日  | 2000年4月28日  | 未発売         | 機動戦士ガンダム外伝 コロニーの落ちた地で… Gundam Side Story 0079: Rise from the Ashes          | バンダイ                                            | キャンペーンの一環として、非売品の「プレミアムディスク」が配布された | [ 73 ] [ 75 ]            |
| 1999年8月26日  | 未発売         | 未発売         | 機動戦艦ナデシコ NADESICO THE MISSION                                                           | 角川書店/ESP                                        | テレビアニメ『機動戦艦ナデシコ』のゲーム化 | [ 74 ]                   |
| 1999年9月2日   | 未発売         | 未発売         | dancing blade かってに桃天使! 完全版                                                            | コナミ                                              | PlayStation用ソフト『Dancing Blade かってに桃天使!』の強化移植 | [ 74 ]                   |
| 1999年9月2日   | 未発売         | 未発売         | 新日本プロレスリング闘魂列伝4                                                                   | トミー                                              | | [ 74 ]                   |
| 1999年9月14日  | 未発売         | 未発売         | ポップンミュージック2                                                                           | コナミ                                              | 同名アーケードゲームの移植版 | [ 76 ]                   |
| 1999年9月15日  | 1999年9月30日  | 2000年11月10日 | クライマックスランダーズ Time Stalkers                                                          | セガ                                                | クライマックスが開発した作品群のキャラクターが登場するクロスオーバー作品 | [ 76 ] [ 注 11 ]         |
| 1999年9月23日  | 2000年6月1日   | 未発売         | エスピオネージェンツ Industrial Spy: Operation Espionage                                        | NECホームエレクトロニクス UFO Interactive Games     | | [ 78 ] [ 44 ]            |
| 1999年9月23日  | 未発売         | 未発売         | アイドル雀士をつくっちゃおう                                                                    | ジャレコ                                            | アイドル雀士スーチーパイの番外編 | [ 76 ]                   |
| 1999年9月23日  | 未発売         | 未発売         | あつまれ!ぐるぐる温泉                                                                           | セガ                                                | | [ 76 ]                   |
| 1999年9月23日  | 未発売         | 未発売         | まぼろし月夜                                                                                    | シムス                                              | | [ 78 ]                   |
| 1999年9月30日  | 未発売         | 未発売         | グラウエンの鳥籠 Kapitel1 「契約」                                                              | セガ                                                | インターネットドラマ『グラウエンの鳥籠』を収録した2枚組のディスク ドリームキャストダイレクト専売 | [ 79 ]                   |
| 1999年9月30日  | 未発売         | 未発売         | Jリーグプロサッカークラブをつくろう!                                                            | セガ                                                | 『プロサッカークラブをつくろう!』シリーズ初めてとなるドリームキャスト用タイトル | [ 80 ]                   |
| 1999年9月30日  | 未発売         | 未発売         | dancing blade かってに桃天使II 〜Tears of Eden〜 完全版                                         | コナミ                                              | PlayStation用ソフト『dancing blade かってに桃天使II 〜Tears of Eden〜 』の移植版 | [ 78 ]                   |
| 1999年9月30日  | 未発売         | 未発売         | BLACK MATRIX/AD                                                                                 | NECインターチャネル                                 | 『ブラックマトリクス』のリメイク | [ 78 ]                   |
| 1999年10月7日  | 未発売         | 未発売         | ぷらすぷらむ                                                                                    | TAKUYO                                              | | [ 81 ]                   |
| 1999年10月7日  | 未発売         | 未発売         | マリオネットカンパニー                                                                          | マイクロキャビン                                    | | [ 82 ]                   |
| 1999年10月14日 | 未発売         | 未発売         | ソニックアドベンチャー・インターナショナル                                                      | セガ                                                | 『ソニックアドベンチャー』の内容改良版で、日本国外で発売されたバージョンがもとになっている | [ 83 ]                   |
| 1999年10月21日 | 未発売         | 未発売         | 夢馬券1999インターネット                                                                        | シャングリ・ラ                                      | 競馬予想ソフト | [ 83 ]                   |
| 1999年10月28日 | 未発売         | 未発売         | REVIVE... 〜蘇生〜                                                                              | データイースト                                      | | [ 83 ]                   |
| 1999年11月3日  | 未発売         | 未発売         | 蒼鋼の騎兵 -SPACE GRIFFON-                                                                      | パンサーソフトウェア                                | PlayStation用ソフト『SPACE GRIFFON VF-9』の移植版 | [ 83 ]                   |
| 1999年11月3日  | 未発売         | 未発売         | ラングリッサーミレニアム                                                                        | メサイヤ                                            | ラングリッサーシリーズ第6弾 | [ 84 ]                   |
| 1999年11月11日 | 2000年2月29日  | 2000年6月9日   | チューチューロケット!                                                                           | セガ                                                | 日本においては本体同梱版が発売された | -                        |
| 1999年11月11日 | 2000年7月19日  | 2000年10月20日 | ギガウイング                                                                                    | カプコン                                            | 同名アーケードゲームの移植版 | -                        |
| 1999年11月11日 | 未発売         | 未発売         | SUPER PRODUCERS -目指せショウビズ界-                                                            | ハドソン                                            | 音楽プロデューサーによる歌手育成を題材とした経営シミュレーション | [ 84 ]                   |
| 1999年11月11日 | 未発売         | 未発売         | 田中寅彦のウル寅流将棋居飛車穴熊編                                                              | アークシステムワークス                              | 将棋棋士・田中寅彦監修 | [ 88 ]                   |
| 1999年11月18日 | 1999年10月14日 | 1999年10月14日 | スピード・デビル                                                                                | ユービーアイソフト                                  | | [ 89 ]                   |
| 1999年11月18日 | 未発売         | 未発売         | 日本プロ麻雀連盟公認 徹萬 免許皆伝                                                              | ナグザット（加賀テック）                            | | [ 86 ]                   |
| 1999年11月18日 | 未発売         | 未発売         | 棋太平GOLD                                                                                      | ネットビレッジ                                      | 同名PCゲームとのクロスプラットフォーム対応 | [ 90 ]                   |
| 1999年11月25日 | 1999年10月31日 | 2000年4月21日  | ジョジョの奇妙な冒険 未来への遺産 JoJo's Bizarre Adventure                                      | カプコン                                            | 同名アーケードゲームのおよび前作『ジョジョの奇妙な冒険』の移植版を収録 | [ 91 ]                   |
| 1999年11月25日 | 1999年10月31日 | 2000年7月7日   | 魔剣X                                                                                           | アトラス                                            | アトラスのドリームキャスト参入作 | [ 92 ]                   |
| 1999年11月25日 | 1999年12月31日 | 2000年6月9日   | ゾンビリベンジ                                                                                  | セガ                                                | 同名アーケードゲームの移植版 | [ 93 ]                   |
| 1999年11月25日 | 2000年4月24日  | 1999年11月19日 | F1 WORLD GRAND PRIX for Dreamcast                                                               | ビデオシステム                                      | | [ 91 ]                   |
| 1999年11月25日 | 未発売         | 未発売         | グラウエンの鳥籠 Kapitel2 「鳥籠」                                                              | セガ                                                | ドリームキャストダイレクト専売 | [ 92 ]                   |
| 1999年11月25日 | 未発売         | 未発売         | デスクリムゾン2 -メラニートの祭壇-                                                              | エコールソフトウェア                                | 『デスクリムゾン』の続編で、マイク入力に対応している | [ 94 ]                   |
| 1999年11月25日 | 未発売         | 未発売         | 電幻天使対戦麻雀シャングリラ                                                                    | マーベラスエンターテイメント                        | 同名アーケードゲームの移植版 | [ 95 ]                   |
| 1999年11月25日 | 未発売         | 未発売         | ネッパチ 〜10連チャンでラスベガス旅行〜                                                         | ダイコク電機                                        | ドリームキャストにおける初のパチンコゲーム | [ 91 ]                   |
| 1999年11月25日 | 未発売         | 未発売         | ハローキティのラブリー・フルーツパーク                                                          | セガ                                                | | [ 96 ]                   |
| 1999年12月2日  | 2000年2月29日  | 2000年2月29日  | バーチャストライカー2 Ver.2000.1 Virtua Striker 2                                               | セガ                                                | アーケードゲーム『バーチャストライカー2 Ver.2000.』の移植版 | [ 97 ]                   |
| 1999年12月2日  | 未発売         | 未発売         | サンライズ英雄譚                                                                                | サンライズインタラクティブ                          | アニメスタジオ・サンライズの作品群によるクロスオーバー作品 | [ 97 ]                   |
| 1999年12月2日  | 未発売         | 未発売         | バーミリオン・デザート                                                                          | リバーヒルソフト                                    | | [ 98 ]                   |
| 1999年12月9日  | 2000年3月31日  | 2000年8月25日  | スターグラディエイター2 ナイトメアオブビルシュタイン Plasma Sword: Nightmare of Bilstein        | カプコン                                            | 同名アーケードゲームの移植版 | [ 99 ]                   |
| 1999年12月9日  | 2000年6月1日   | 未発売         | 電脳戦機バーチャロン オラトリオ・タングラム Cyber Troopers Virtual-On Oratorio Tangram          | セガ                                                | | -                        |
| 1999年12月9日  | 2000年12月10日 | 2001年6月29日  | ジェットコースタードリーム Coaster Works                                                        | びんぼうソフト/ボトムアップ                         | | [ 注 12 ] [ 99 ]         |
| 1999年12月9日  | 2001年3月21日  | 2000年10月20日 | 爆裂無敵 バンガイオー Bangai-O                                                                  | トレジャー/ESP                                      | 同名NINTENDO64用ソフトの移植版 | -                        |
| 1999年12月9日  | 未発売         | 未発売         | お・と・い・れ ドリームキャストシーケンサー                                                     | ワカ製作所                                          | 音楽制作ソフト、マイク入力対応 | [ 104 ]                  |
| 1999年12月9日  | 2000年1月12日  | 2000年1月12日  | - ゴルフしようよ - w:Tee Off                                                                    | - ボトムアップ - Acclaim Entertainment              | ドリームキャスト初のゴルフゲーム ボトムアップの倒産によって販売権利を得たソフトマックスが2000年6月1日に『ゴルフしようよ 攻略パック』として再発売 | [ 101 ]                  |
| 1999年12月9日  | 未発売         | 未発売         | ドリームフライヤー                                                                              | セガ                                                | メーラー | [ 105 ]                  |
| 1999年12月16日 | 2000年2月29日  | 2000年5月19日  | ベルセルク 千年帝国の鷹篇 喪失花の章 Sword of the Berserk: Guts' Rage                           | アスキー                                            | 漫画『ベルセルク』のゲーム化 | [ 106 ]                  |
| 1999年12月16日 | 2000年6月4日   | 2000年10月6日  | スペースチャンネル5                                                                             | セガ                                                | | [ 99 ] [ 107 ]           |
| 1999年12月16日 | 2000年6月19日  | 2000年9月15日  | ストリートファイターIII ダブルインパクト Street Fighter III: Double Impact                      | カプコン                                            | 『ストリートファイターIII』および『ストリートファイターIII 2nd』を収録 | [ 106 ]                  |
| 1999年12月16日 | 未発売         | 未発売         | 央華封神 〜央華咲きし刻〜                                                                       | ESP/メディアワークス                                | TRPG『央華封神』のコンピュータゲーム化 | [ 108 ]                  |
| 1999年12月16日 | 未発売         | 未発売         | 信長の野望・烈風伝                                                                              | コーエー                                            | | [ 108 ]                  |
| 1999年12月16日 | 未発売         | 未発売         | ぷよぷよDA! -featuring ELLENA System-                                                           | コンパイル                                          | 同名アーケードゲームの移植版 | [ 106 ]                  |
| 1999年12月16日 | 未発売         | 未発売         | クリスマスシーマン 〜想いを伝えるもうひとつの方法〜                                             | ビバリウム                                          | 1999年12月16日から12月24日までの限定販売 「メッセージキット」と呼ばれるメッセージ作成・送信ディスク（送り手側用）とプレゼントディスク一枚（受け手側用）がセット。「プレゼントディスク」は単体での別売りもされた。                                                  | [ 109 ]                  |
| 1999年12月22日 | 2000年12月6日  | 2000年4月24日  | バイオハザード2 Value Plus Resident Evil 2                                                      | カプコン                                            | PlayStation用ソフト『バイオハザード2 』の移植版 | [ 110 ]                  |
| 1999年12月22日 | 未発売         | 未発売         | パンツァーフロント                                                                              | アスキー                                            | | [ 108 ]                  |
| 1999年12月22日 | 未発売         | 未発売         | 悠久幻想曲3 Perpetual Blue                                                                      | メディアワークス                                    | | [ 111 ]                  |
| 1999年12月23日 | 2000年6月29日  | 2001年11月23日 | 神機世界エヴォリューション2 〜遠い約束〜 Evolution 2: Far Off Promise                           | ESP/スティング                                      | | [ 112 ]                  |
| 1999年12月23日 | 2000年8月22日  | 未発売         | Dの食卓2 D2                                                                                     | ワープ                                              | | -                        |
| 1999年12月23日 | 未発売         | 未発売         | 戦国TURB Fanfan I love me Dance-doubletendre                                                    | NECホームエレクトロニクス                           | 『戦国TURB』のファンディスク | [ 113 ]                  |
| 1999年12月23日 | 未発売         | 未発売         | 学級王ヤマザキ 〜ヤマザキ王国大フン争〜                                                         | セガ                                                | 漫画『学級王ヤマザキ』を題材としたデジタルボードゲーム | [ 115 ]                  |
| 1999年12月23日 | 未発売         | 未発売         | ゴジラ・ジェネレーションズ マキシマム・インパクト                                               | セガ                                                | 『ゴジラ・ジェネレーションズ』の続編であるシューティングゲーム | [ 116 ]                  |
| 1999年12月23日 | 未発売         | 未発売         | プロ野球チームであそぼう!                                                                       | セガ                                                | | [ 111 ]                  |
| 1999年12月23日 | 未発売         | 未発売         | 東京バス案内（ガイド）                                                                          | フォーティファイブ                                  | 2000年12月21日には限定版として動画が収録された「おまけディスク」との2枚組『東京バス案内（ガイド） 〜美人バスガイド添乗パック〜』発売 | [ 113 ] [ 117 ]          |
| 1999年12月29日 | 2000年11月7日  | 2000年11月6日  | シェンムー 一章 横須賀 Shenmue                                                                  | セガ                                                | | [ 注 13 ] [ 112 ]        |
| 未発売         | 1999年9月9日   | 1999年10月14日 | w:TrickStyle                                                                                    | Acclaim Entertainment                               | |                          |
| 未発売         | 1999年9月9日   | 1999年10月24日 | w:Hydro Thunder                                                                                 | Midway Games                                        | 同名アーケードゲームの移植版 | [ 119 ]                  |
| 未発売         | 1999年9月9日   | 1999年11月     | w:NFL Blitz 2000                                                                                | Midway Games                                        | |                          |
| 未発売         | 1999年9月9日   | 1999年         | w:Mortal Kombat Gold                                                                            | Midway Games                                        | アーケードゲーム『Mortal Kombat 4』の移植版 | -                        |
| 未発売         | 1999年10月31日 | 1999年11月26日 | w:South Park: Chef's Luv Shack                                                                  | Acclaim Entertainment                               | テレビアニメ『サウスパーク』を題材としたパーティーゲーム | [ 122 ]                  |
| 未発売         | 1999年10月31日 | 1999年11月30日 | w:NBA Showtime: NBA on NBC                                                                      | Midway Games                                        | |                          |
| 未発売         | 1999年10月31日 | 1999年11月     | w:Soul Fighter                                                                                  | Mindscape                                           | 同名アーケードゲームの移植版 | [ 123 ]                  |
| 未発売         | 1999年10月31日 | 1999年         | w:NFL Quarterback Club 2000                                                                     | Acclaim Sports                                      | |                          |
| 未発売         | 1999年10月31日 | 2000年3月24日  | w:Slave Zero                                                                                    | Infogrames                                          | | [ 124 ]                  |
| 未発売         | 1999年11月10日 | 1999年11月     | w:WWF Attitude                                                                                  | Acclaim Entertainment                               | |                          |
| 未発売         | 1999年11月23日 | 未発売         | w:Centipede                                                                                     | Hasbro Interactive                                  | 同名作品のリメイク | [ 125 ]                  |
| 未発売         | 1999年11月26日 | 未発売         | w:Armada                                                                                        | Metro3D                                             | シューティングゲームとRPGを組み合わせた作品 | [ 126 ]                  |
| 未発売         | 1999年11月30日 | 1999年11月30日 | w:Worms Armageddon                                                                              | Hasbro Interactive (as MicroProse)                  | |                          |
| 未発売         | 1999年11月30日 | 1999年12月22日 | w:Fighting Force 2                                                                              | Eidos                                               | | [ 127 ]                  |
| 未発売         | 1999年11月30日 | 2000年7月24日  | w:Shadow Man                                                                                    | Acclaim Entertainment                               | |                          |
| 未発売         | 1999年11月30日 | 未発売         | w:Test Drive 6                                                                                  | Infogrames North America                            | |                          |
| 未発売         | 1999年12月31日 | 2000年3月31日  | w:Wetrix+                                                                                       | Eidos Interactive                                   | 日本ではセガから『アクアパニック』という題名で発売される予定だったが、2001年6月25日の記者会見時点のラインナップからはずされた | [ 27 ]                   |
| 未発売         | 未発売         | 1999年12月1日  | w:Sega Worldwide Soccer 2000                                                                    | Sega                                                | |                          |
| 2000年1月6日   | 1999年11月2日  | 1999年10月14日 | 突撃!てけてけ!!トイ・レンジャー Toy Commander                                                   | セガ                                                | | }                        |
| 2000年1月6日   | 未発売         | 未発売         | 花組対戦コラムス2                                                                               | セガ                                                | | [ 128 ]                  |
| 2000年1月13日  | 1999年9月9日   | 1999年10月14日 | READY2 RUMBLE BOXING 〜打ち込め笑いのメガトンパンチ!!〜 Ready 2 Rumble Boxing                   | セガ                                                | | [ 128 ] [ 130 ]          |
| 2000年1月13日  | 2000年3月31日  | 2000年7月7日   | 超鋼戦紀キカイオー Tech Romancer                                                                | カプコン                                            | 同名アーケードゲームの移植版 | [ 128 ] [ 131 ]          |
| 2000年1月20日  | 1999年9月9日   | 未発売         | NFL 2K                                                                                          | セガ                                                | | [ 132 ]                  |
| 2000年1月20日  | 未発売         | 未発売         | エアロダンシング 轟隊長のひみつディスク                                                         | CRI                                                 | 『エアロダンシング』のファンディスク | [ 132 ]                  |
| 2000年1月20日  | 未発売         | 未発売         | 電車でGO!2 高速編 3000番台                                                                      | タイトー                                            | | [ 132 ]                  |
| 2000年1月20日  | 未発売         | 未発売         | 七つの秘館 戦慄の微笑                                                                           | コーエー                                            | 『七つの秘館』の続編 | [ 133 ]                  |
| 2000年1月20日  | 未発売         | 未発売         | レインボーコットン                                                                              | サクセス                                            | | [ 132 ]                  |
| 2000年1月27日  | 2000年1月24日  | 2000年2月25日  | クレイジータクシー                                                                              | セガ                                                | | -                        |
| 2000年1月27日  | 未発売         | 未発売         | UNDER COVER AD2025 Kei                                                                          | パルス・インタラクティブ                            | 小説家・大沢在昌が原作を手掛けたアクションゲーム | [ 135 ]                  |
| 2000年1月27日  | 未発売         | 未発売         | グラウエンの鳥籠 Kapitel 3 「陥穽（カンセイ）」                                                 | セガ                                                | ドリームキャストダイレクト専売 |                          |
| 2000年1月27日  | 未発売         | 未発売         | ルーマニア＃203                                                                                 | セガ                                                | | [ 133 ]                  |
| 2000年2月3日   | 2000年2月29日  | 2000年5月26日  | バイオハザード CODE:Veronica Resident Evil – Code: Veronica                                     | カプコン                                            | | -                        |
| 2000年2月3日   | 2000年6月12日  | 2000年8月4日   | スーパーマグネチックニュウニュウ Super Magnetic Neo                                             | 元気 Crave Entertainment                            | | [ 137 ] [ 138 ]          |
| 2000年2月10日  | 未発売         | 未発売         | ポップンミュージック3 アペンドディスク                                                          | コナミ                                              | | [ 138 ]                  |
| 2000年2月17日  | 2000年8月29日  | 2000年12月1日  | セガGT ホモロゲーションスペシャル Sega GT                                                       | セガ                                                | 2021年9月18日、Laurent Cという人物からビデオゲームの開発素材の保存活動をする団体・Hidden Palaceへプロトタイプ（2000年6月15日付）が寄贈される。 なお、プロトタイプの中には他社作品の要素が含まれているが、Laurent Cによるとお遊びとであるのこと。                   | [ 139 ] [ 140 ]          |
| 2000年2月17日  | 未発売         | 未発売         | Dance Dance Revolution 2ndMIX Dreamcast Edition                                                 | コナミ                                              | | [ 138 ]                  |
| 2000年2月17日  | 未発売         | 未発売         | トレジャーストライク                                                                            | キッド                                              | | [ 138 ]                  |
| 2000年2月24日  | 2000年1月31日  | 2001年7月5日   | CARRIER                                                                                         | ジャレコ                                            | | [ 141 ] [ 138 ]          |
| 2000年2月24日  | 2000年8月22日  | 未発売         | リング The Ring: Terror's Realm                                                                 | 角川書店/アスミック                                 | 同名ホラー小説のゲーム化。シナリオは映画『リング2』の後日談として位置づけられている | [ 142 ] [ 138 ]          |
| 2000年2月24日  | 2000年8月27日  | 2000年12月8日  | エアロダンシング F AeroWings 2: Air Strike                                                      | CRI                                                 | エアロダンシングシリーズ第3弾 | [ 49 ] [ 138 ]           |
| 2000年2月24日  | 未発売         | 未発売         | ゴーレムのまいご                                                                                | キャラメルポット                                    | | [ 138 ]                  |
| 2000年2月24日  | 未発売         | 未発売         | 大神一郎奮闘記 〜サクラ大戦歌謡ショウ「紅蜥蜴」より〜                                           | セガ                                                | 1999年におこなわれたイベント『サクラ大戦歌謡ショウ「紅蜥蜴」』をベースとした作品 | [ 138 ]                  |
| 2000年3月2日   | 未発売         | 未発売         | バーチャコップ2                                                                                 | セガ                                                | | [ 143 ]                  |
| 2000年3月9日   | 2000年11月17日 | 2001年2月2日   | ガンバード2                                                                                     | カプコン                                            | | [ 75 ]                   |
| 2000年3月16日  | 2000年5月31日  | 2000年6月9日   | パズルボブル4 Bust-A-Move 4                                                                     | サイバーフロント                                    | | [ 注 15 ] [ 143 ]        |
| 2000年3月16日  | 未発売         | 未発売         | 上海ダイナスティ                                                                                | サクセス                                            | | [ 143 ]                  |
| 2000年3月23日  | 1999年11月10日 | 1999年11月10日 | NBA 2K                                                                                          | セガ                                                | | [ 144 ]                  |
| 2000年3月23日  | 1999年11月30日 | 2000年2月18日  | ヴィジランテ8 〜セカンドバトル〜 Vigilante 8: 2nd Offense                                       | シスコンエンタテイメント                            | | [ 144 ]                  |
| 2000年3月23日  | 2000年2月29日  | 2000年7月26日  | レイマン海賊船からの脱出! Rayman 2: The Great Escape                                            | ユービーアイソフト                                  | | [ 144 ] [ 145 ]          |
| 2000年3月23日  | 未発売         | 未発売         | ティンクルスタースプライツ                                                                      | SNK                                                 | 同名アーケードゲームの移植版 | [ 146 ]                  |
| 2000年3月23日  | 未発売         | 未発売         | レイクマスターズPRO Dreamcast Plus!                                                             | ダズ                                                | | [ 144 ]                  |
| 2000年3月30日  | 2000年6月29日  | 2000年7月16日  | MARVEL VS. CAPCOM 2 NEW AGE OF HEROES Marvel vs. Capcom 2                                       | カプコン                                            | マッチングサービス対応 | [ 147 ] [ 148 ] [ 149 ]  |
| 2000年3月30日  | 2001年1月23日  | 未発売         | ザ・タイピング・オブ・ザ・デッド                                                                | セガ                                                | アーケードゲーム『ザ・ハウス・オブ・ザ・デッド』を題材としたタイピングソフト | -                        |
| 2000年3月30日  | 2001年5月10日  | 未発売         | ザ・キング・オブ・ファイターズ'99 EVOLUTION                                                     | SNK                                                 | アーケードゲーム『ザ・キング・オブ・ファイターズ'99』の移植版 | [ 152 ]                  |
| 2000年3月30日  | 未発売         | 未発売         | ウイニングポスト4 プログラム2000                                                                | コーエー                                            | PCゲームの移植版 | [ 153 ]                  |
| 2000年3月30日  | 未発売         | 未発売         | グラウエンの鳥籠 Kapitel4 「邂逅（カイコウ）」                                                  | セガ                                                | ドリームキャストダイレクト専売 | [ 146 ]                  |
| 2000年3月30日  | 未発売         | 未発売         | GET!! コロニーズ                                                                                | セガ                                                | | [ 152 ]                  |
| 2000年3月30日  | 未発売         | 未発売         | 実況パワフルプロ野球 Dreamcast Edition                                                          | コナミ                                              | | [ 152 ]                  |
| 2000年3月30日  | 未発売         | 未発売         | ハローキティのマジカルブロック                                                                  | セガ                                                | ハローキティを題材としたゲームで、システムは『ペンゴ』に準拠している | [ 153 ]                  |
| 2000年3月30日  | 未発売         | 未発売         | プロ麻雀極D                                                                                     | アテナ                                              | | [ 152 ]                  |
| 2000年3月30日  | 未発売         | 未発売         | ワールド・ネバーランド2プラス 〜プルト共和国物語〜                                              | リバーヒルソフト                                    | | [ 146 ]                  |
| 2000年4月6日   | 2000年5月31日  | 1999年10月22日 | スーパーユーロサッカー2000 Striker Pro 2000NA UEFA StrikerPAL                                   | イマジニア Infogrames                               | | [ 153 ]                  |
| 2000年4月6日   | 未発売         | 未発売         | 三国志VI with パワーアップキット                                                                | コーエー                                            | |                          |
| 2000年4月13日  | 未発売         | 未発売         | ハローキティの「音なる」メール                                                                  | セガ                                                | ハローキティを題材としたメールソフト | [ 154 ]                  |
| 2000年4月20日  | 未発売         | 未発売         | さくらももこ劇場コジコジ                                                                        | マーベラスエンターテイメント                        | 同名テレビアニメのゲーム化 | [ 155 ]                  |
| 2000年4月27日  | 2000年8月23日  | 2000年8月24日  | パワーストーン2                                                                                 | カプコン                                            | マッチングサービス対応 | [ 148 ]                  |
| 2000年4月27日  | 2000年10月16日 | 2000年12月8日  | サンバDEアミーゴ                                                                                | セガ                                                | | [ 156 ]                  |
| 2000年4月27日  | 未発売         | 未発売         | 機天烈少年'Sガンガガン                                                                          | セガ                                                | |                          |
| 2000年4月27日  | 未発売         | 未発売         | ソーサリアン 〜七星魔法の使徒〜                                                                 | ビクターインタラクティブソフトウェア                | |                          |
| 2000年4月27日  | 未発売         | 未発売         | Dance Dance Revolution CLUB VERSION Dreamcast Edition                                           | コナミ                                              | |                          |
| 2000年5月2日   | 未発売         | 未発売         | ビックリマン2000 ビバ! フェスチバァ!                                                            | セガトイズ                                          | |                          |
| 2000年5月11日  | 未発売         | 未発売         | 通信対戦ロジックバトル 大雪戦                                                                   | フォーティファイブ                                  | 「ドリームインフォメーション Vol.13掲載時点では2000年2月24日発売予定だった | [ 157 ]                  |
| 2000年5月18日  | 未発売         | 未発売         | 久遠の絆 再臨詔                                                                                 | フォグ                                              | |                          |
| 2000年5月18日  | 未発売         | 未発売         | マリオネットカンパニー2Chu!                                                                     | マイクロキャビン                                    | |                          |
| 2000年5月25日  | 未発売         | 未発売         | グラウエンの鳥籠 Kapitel5 「贖罪（ショクザイ）」                                                | セガ                                                | ドリームキャストダイレクト専売 |                          |
| 2000年5月25日  | 未発売         | 未発売         | サクラ大戦                                                                                      | セガ                                                | 2002年1月17日に『サクラ大戦 メモリアルパック』発売 | [ 158 ]                  |
| 2000年5月25日  | 未発売         | 未発売         | スーパーランナバウト                                                                            | クライマックス                                      | |                          |
| 2000年5月25日  | 未発売         | 未発売         | レンタヒーローNo.1                                                                              | セガ                                                | メガドライブ用ソフト『レンタヒーロー』のリメイク | [ 159 ]                  |
| 2000年6月8日   | 未発売         | 未発売         | ぽけかの 〜由美・静香・史緒〜                                                                   | データム・ポリスター                                | |                          |
| 2000年6月15日  | 未発売         | 未発売         | アニマスター                                                                                    | アキ                                                | |                          |
| 2000年6月22日  | 2000年9月1日   | 2000年12月22日 | 首都高バトル2 Tokyo Xtreme Racer 2NA Tokyo Highway Challenge 2PAL                               | 元気 Crave Entertainment                            | |                          |
| 2000年6月22日  | 未発売         | 未発売         | アドバンスド大戦略 〜ヨーロッパの嵐・ドイツ電撃作戦〜                                           | セガ                                                | |                          |
| 2000年6月22日  | 未発売         | 未発売         | 人生ゲーム for Dreamcast                                                                        | タカラ                                              | |                          |
| 2000年6月29日  | 2000年6月25日  | 2000年12月1日  | ミスタードリラー                                                                                | ナムコ                                              | 同名アーケードゲームの移植版 | [ 160 ]                  |
| 2000年6月29日  | 2000年10月4日  | 2000年12月1日  | ストリートファイターIII 3rd STRIKE Fight for the Future Street Fighter III: 3rd Strike          | カプコン                                            | |                          |
| 2000年6月29日  | 2000年10月30日 | 2000年11月24日 | ジェットセットラジオ Jet Grind RadioNA                                                          | セガ                                                | | [ 161 ]                  |
| 2000年6月29日  | 2001年2月6日   | 2001年6月29日  | インペリアルの鷹 FIGHTER OF ZERO Iron Aces                                                      | グローバル・A・エンタテインメント Xicat Interactive | |                          |
| 2000年6月29日  | 2001年2月26日  | 2000年12月15日 | RECORD OF LODOSS WAR ロードス島戦記 邪神降臨 Record of Lodoss War: Advent of Cardice            | 角川書店 Conspiracy Entertainment                   | |                          |
| 2000年6月29日  | 未発売         | 未発売         | 機動戦士ガンダム ギレンの野望 〜ジオンの系譜〜                                                  | バンダイ                                            | |                          |
| 2000年6月29日  | 未発売         | 未発売         | Memories Off Complete                                                                           | キッド                                              | |                          |
| 2000年6月29日  | 未発売         | 未発売         | ルームメイトノベル 〜佐藤由香〜                                                                 | データム・ポリスター                                | |                          |
| 2000年7月6日   | 未発売         | 未発売         | ネッパチII @VPACHI 〜CRハレンチ学園〜                                                           | ダイコク電機                                        | |                          |
| 2000年7月13日  | 1999年12月17日 | 1999年12月17日 | リボルト                                                                                        | アクレイムジャパン                                  | ラジコンカーを題材としたレースゲーム | [ 162 ]                  |
| 2000年7月19日  | 2000年3月27日  | 2000年3月24日  | トゥームレイダー4：ラストレベレーション Tomb Raider: The Last Revelation                        | カプコン Eidos Interactive                          | 日本国外においてはナンバリングが外されている。 | [ 163 ]                  |
| 2000年7月27日  | 2001年8月10日  | 2000年9月      | バーチャアスリート2K Virtua Athlete 2000                                                        | セガ                                                | |                          |
| 2000年7月27日  | 未発売         | 未発売         | グラウエンの鳥籠 Kapitel6 「戦慄」                                                              | セガ                                                | ドリームキャストダイレクト専売 | [ 164 ]                  |
| 2000年7月27日  | 未発売         | 未発売         | ズサーヴァサー                                                                                  | リアルビジョン                                      | |                          |
| 2000年7月27日  | 未発売         | 未発売         | センチメンタルグラフティ2                                                                       | NECインターチャネル                                 | ディスク2枚組 | [ 165 ]                  |
| 2000年7月27日  | 未発売         | 未発売         | ダビつく 〜ダービー馬をつくろう!〜                                                              | セガ                                                | | [ 166 ]                  |
| 2000年7月27日  | 未発売         | 未発売         | 特撮冒険活劇 スーパーヒーロー烈伝                                                               | バンプレスト                                        | |                          |
| 2000年7月27日  | 未発売         | 未発売         | ねっとDEぱら                                                                                    | TAKUYO                                              | |                          |
| 2000年8月3日   | 2000年9月19日  | 2000年10月20日 | F355チャレンジ                                                                                  | セガ                                                | | [ 167 ]                  |
| 2000年8月3日   | 2000年12月6日  | 2001年2月23日  | グランディアII                                                                                  | ゲームアーツ                                        | | [ 168 ] [ 注 16 ]        |
| 2000年8月3日   | 未発売         | 未発売         | ゴルフしようよ コースデータ集 アドベンチャー編                                                  | ソフトマックス                                      | |                          |
| 2000年8月10日  | 2000年10月1日  | 2001年1月19日  | SPAWN In The Demon's Hand                                                                       | カプコン                                            | アメリカンコミック『スポーン』を題材とした同名アーケードゲームの移植版 | [ 169 ]                  |
| 2000年8月10日  | 未発売         | 未発売         | ヴァンパイア クロニクル for Matching Service                                                    | カプコン                                            | 対戦型格闘ゲーム『ヴァンパイア』シリーズ5作品を収録 ドリームキャストダイレクト専売 | [ 170 ]                  |
| 2000年8月10日  | 未発売         | 未発売         | COOL COOL TOON                                                                                  | SNK                                                 | 音楽ゲーム マラカスによるプレイにも対応 | [ 170 ] [ 171 ]          |
| 2000年8月10日  | 未発売         | 未発売         | シーマン 〜禁断のペット〜 （2001年対応版）                                                      | ビバリウム                                          | 同名作品の内容改良版 | [ 172 ]                  |
| 2000年8月10日  | 未発売         | 未発売         | ジャイアントグラム2000 〜全日本プロレス3 栄光の勇者達〜                                         | セガ                                                | | [ 173 ]                  |
| 2000年8月10日  | 未発売         | 未発売         | ドグウ戦紀 〜覇王〜                                                                             | ビクターインタラクティブソフトウェア                | 異世界を舞台としたシミュレーションゲーム | [ 164 ]                  |
| 2000年8月10日  | 未発売         | 未発売         | ハローキティのわくわくクッキーズ                                                                | セガ                                                | ハローキティを題材としたパズルゲーム | [ 174 ]                  |
| 2000年8月10日  | 未発売         | 未発売         | プロ野球チームであそぼうネット!                                                                 | セガ                                                | | [ 164 ]                  |
| 2000年8月24日  | 未発売         | 未発売         | プリズマティカリゼーション                                                                      | アークシステムワークス                              | 同名PlayStation用ソフトの移植版 | [ 171 ]                  |
| 2000年8月24日  | 未発売         | 未発売         | ルーンキャスター                                                                                | ノイジア                                            | ファンタジーを題材としたリアルタイムシミュレーションゲーム | [ 175 ]                  |
| 2000年8月24日  | 未発売         | 未発売         | ルーンジェイド                                                                                  | ハドソン                                            | コンシューマ機における初期のオンラインRPG | [ 175 ]                  |
| 2000年8月31日  | 2000年9月26日  | 2000年9月22日  | がんばれ!ニッポン!オリンピック2000 ESPN International Track & Field                             | コナミ                                              | 日本版はオリンピック公式作品である | [ 61 ] [ 175 ]           |
| 2000年8月31日  | 未発売         | 未発売         | ジャーマン                                                                                      | ヴィジット                                          | マイクデバイスに対応した麻雀ゲーム | [ 175 ]                  |
| 2000年9月7日   | 2000年11月9日  | 2000年12月15日 | CAPCOM VS. SNK ミレニアムファイト2000 Capcom vs. SNK                                            | カプコン                                            | マルチマッチング対応 | [ 148 ] [ 176 ]          |
| 2000年9月7日   | 2000年11月14日 | 2000年12月22日 | ディノクライシス                                                                                | カプコン                                            | 同名PlayStation用ソフトの移植版 | [ 177 ] [ 178 ]          |
| 2000年9月14日  | 未発売         | 未発売         | Kanon                                                                                           | NECインターチャネル                                 | 同名PCゲームの移植版にキャラクターボイスを追加 | [ 179 ] [ 180 ]          |
| 2000年9月21日  | 未発売         | 未発売         | サクラ大戦2 〜君、死にたもうことなかれ〜                                                        | セガ                                                | 2002年2月7日に『サクラ大戦2 〜君、死にたもうことなかれ〜 メモリアルパック』発売 | [ 158 ]                  |
| 2000年9月21日  | 未発売         | 未発売         | デスピリア                                                                                      | アトラス                                            | | [ 181 ]                  |
| 2000年9月28日  | 2000年2月29日  | 2000年7月14日  | デッド オア アライブ2                                                                           | テクモ                                              | 同名アーケードゲームの移植版 | -                        |
| 2000年9月28日  | 未発売         | 未発売         | 実戦パチスロ必勝法! @VPACHI 〜コングダム〜                                                      | MAXBET                                              | パチスロ機「コングダム」の実機シミュレーター | [ 183 ]                  |
| 2000年9月28日  | 未発売         | 未発売         | 聖霊機ライブレード                                                                              | ウィンキーソフト                                    | |                          |
| 2000年9月28日  | 未発売         | 未発売         | ネッパチIII @VPACHI 〜CRど根性ガエル2・CRど根性ガエルH〜                                        | ダイコク電機                                        | |                          |
| 2000年9月28日  | 未発売         | 未発売         | HAPPY★LESSON 〜ファーストレッスン〜                                                             | データム・ポリスター                                | |                          |
| 2000年9月28日  | 未発売         | 未発売         | もっとプロ野球チームをつくろう!                                                                 | セガ                                                | |                          |
| 2000年9月28日  | 未発売         | 未発売         | ラブひな 突然のエンゲージ・ハプニング                                                           | セガ                                                | |                          |
| 2000年10月5日  | 2000年11月13日 | 2001年4月27日  | エターナルアルカディア Skies of Arcadia                                                         | セガ                                                | @barai版あり | [ 184 ]                  |
| 2000年10月9日  | 未発売         | 未発売         | ねっとdeテニス                                                                                  | カプコン                                            | ドリームキャストダイレクト専売 | [ 185 ]                  |
| 2000年10月10日 | 未発売         | 未発売         | エルドラドゲート （第1巻）                                                                      | カプコン                                            | | [ 185 ]                  |
| 2000年10月12日 | 2000年10月23日 | 2000年11月6日  | サイレントスコープ                                                                              | コナミ                                              | |                          |
| 2000年10月12日 | 2001年5月22日  | 2001年6月1日   | エイティーン・ホイーラー 18 Wheeler: American Pro Trucker                                       | セガ                                                | 同名アーケードゲームの移植版 | [ 186 ] [ 185 ]          |
| 2000年10月12日 | 未発売         | 未発売         | ポップンミュージック4 アペンドディスク                                                          | コナミ                                              | | [ 187 ]                  |
| 2000年10月19日 | 2000年8月20日  | 未発売         | セガマリンフィッシング                                                                          | セガ                                                | |                          |
| 2000年10月19日 | 未発売         | 未発売         | ナップルテール Arsia in Daydream                                                                | セガ                                                | | [ 188 ]                  |
| 2000年10月19日 | 未発売         | 未発売         | 熱闘ゴルフ                                                                                      | セガ                                                | 漫画家の藤子不二雄Aがキャラクターデザインを手掛けたゴルフゲーム 2001年6月30日に通信対戦サービス終了 | [ 189 ]                  |
| 2000年10月26日 | 2000年8月31日  | 2000年9月4日   | シドニー2000                                                                                    | カプコン                                            | |                          |
| 2000年10月26日 | 未発売         | 未発売         | ジョジョの奇妙な冒険 未来への遺産 for Matching Service                                          | カプコン                                            | ドリームキャストダイレクト専売 | [ 190 ]                  |
| 2000年10月26日 | 未発売         | 未発売         | ネオゴールデンログレス                                                                          | サクセス                                            | |                          |
| 2000年10月26日 | 未発売         | 未発売         | 平成麻雀荘                                                                                      | マイクロネット                                      | |                          |
| 2000年10月31日 | 未発売         | 未発売         | あつまれ!!ぐるぐる温泉BB                                                                        | セガ                                                | |                          |
| 2000年11月2日  | 未発売         | 未発売         | L.O.L. 〜LACK OF LOVE〜                                                                         | アスキー                                            | |                          |
| 2000年11月2日  | 未発売         | 未発売         | ジェットコースタードリーム2                                                                     | びんぼうソフト                                      | |                          |
| 2000年11月9日  | 2001年4月30日  | 未発売         | マーズマトリックス                                                                              | カプコン                                            | 同名アーケードゲームの移植版 | [ 191 ]                  |
| 2000年11月9日  | 未発売         | 未発売         | ドリームスタジオ                                                                                | セガ                                                | 3Dアドベンチャーゲーム制作ツール | [ 192 ]                  |
| 2000年11月9日  | 未発売         | 未発売         | トリコロールクライシス                                                                          | ビクターインタラクティブソフトウェア                | |                          |
| 2000年11月9日  | 未発売         | 未発売         | マリオネットハンドラー2                                                                         | マイクロネット                                      | | [ 193 ]                  |
| 2000年11月16日 | 2000年11月17日 | 2000年12月21日 | バイオハザード3 LAST ESCAPE Resident Evil 3: Nemesis                                            | カプコン                                            | 同名PlayStation用ソフトの移植 | [ 110 ]                  |
| 2000年11月16日 | 未発売         | 未発売         | エアロダンシング F 轟つばさの初飛行                                                             | CRI                                                 | |                          |
| 2000年11月16日 | 未発売         | 未発売         | メルクリウスプリティ 〜end of the century〜                                                     | NECインターチャネル                                 | |                          |
| 2000年11月22日 | 未発売         | 2000年12月2日  | F1 WORLD GRAND PRIX II for Dreamcast                                                            | ビデオシステム                                      | |                          |
| 2000年11月23日 | 2000年7月12日  | 2000年9月8日   | パワースマッシュ Virtua Tennis                                                                  | セガ                                                | | [ 194 ]                  |
| 2000年11月23日 | 未発売         | 未発売         | セガテトリス                                                                                    | セガ                                                | | [ 194 ]                  |
| 2000年11月30日 | 未発売         | 未発売         | クイズ ああっ女神さまっ 〜闘う翼とともに〜                                                      | セガ                                                | |                          |
| 2000年12月7日  | 2001年2月7日   | 2001年6月29日  | CHARGE'N BLAST                                                                                  | シムス                                              | | [ 195 ]                  |
| 2000年12月7日  | 2001年5月16日  | 2001年4月13日  | 燃えろ!ジャスティス学園 Project JusticeNA Project Justice: Rival Schools 2PAL                   | カプコン                                            | マッチングサービス対応 | [ 196 ]                  |
| 2000年12月7日  | 未発売         | 未発売         | 青の6号 歳月不待人 -TIME AND TIME-                                                              | セガ                                                | |                          |
| 2000年12月12日 | 未発売         | 未発売         | エルドラドゲート （第2巻）                                                                      | カプコン                                            | |                          |
| 2000年12月14日 | 未発売         | 未発売         | GUILTY GEAR X                                                                                   | サミー                                              | | [ 197 ]                  |
| 2000年12月14日 | 未発売         | 未発売         | サンバDEアミーゴ Ver.2000                                                                       | セガ                                                | |                          |
| 2000年12月14日 | 未発売         | 未発売         | でじこのまいブラ                                                                                | isao                                                | |                          |
| 2000年12月14日 | 未発売         | 未発売         | ネッパチIV @VPACHI 〜CR嗚呼!!花の応援団3〜                                                      | ダイコク電機                                        | |                          |
| 2000年12月14日 | 未発売         | 未発売         | ネッパチV @VPACHI 〜CRモンスターハウス〜                                                        | ダイコク電機                                        | |                          |
| 2000年12月21日 | 2000年11月13日 | 2001年3月9日   | ソニックシャッフル                                                                              | セガ                                                | ソニックシリーズを題材としたパーティゲーム | [ 198 ]                  |
| 2000年12月21日 | 2000年11月14日 | 2002年4月26日  | ガンスパイク Cannon Spike                                                                       | カプコン                                            | | [ 199 ]                  |
| 2000年12月21日 | 2001年1月29日  | 2001年2月23日  | ファンタシースターオンライン                                                                    | セガ                                                | | [ 200 ]                  |
| 2000年12月21日 | 2001年3月12日  | 2001年5月11日  | デイトナUSA2001 Daytona USA                                                                     | セガ                                                | | -                        |
| 2000年12月21日 | 2001年8月6日   | 未発売         | 幕末浪漫第二幕 月華の剣士 Final edition The Last Blade 2: Heart of the Samurai                  | SNK Agetec Inc.                                     | アーケードゲーム『幕末浪漫第二幕 月華の剣士 ～月に咲く華、散りゆく花～』の移植版 | [ 117 ]                  |
| 2000年12月21日 | 未発売         | 未発売         | Never7 -the end of infinity-                                                                    | キッド                                              | PlayStationなどで発売された『Infinity』の移植版で、本編およびネオジオポケット用ソフト『 NFINITY Cute』のシナリオを収録。 アペンドストーリーのダウンロードには通信環境が必要                                                                                        | [ 117 ]                  |
| 2000年12月21日 | 未発売         | 未発売         | バスラッシュドリーム 〜エコギアパワーアップワームチャンピオンシップ〜                           | ビスコ                                              | NINTENDO 64用ソフト『バスラッシュ』の移植版 | [ 117 ]                  |
| 2000年12月21日 | 未発売         | 未発売         | 探偵紳士DASH!                                                                                   | アーベル                                            | |                          |
| 2000年12月21日 | 未発売         | 未発売         | サカつく特大号 〜J.LEAGUEプロサッカークラブをつくろう!〜                                        | セガ                                                | 『プロサッカークラブをつくろう!〜』シリーズで初めてサテライト（2軍）制度を導入した作品 | [ 203 ]                  |
| 2000年12月22日 | 未発売         | 未発売         | スーパーストリートファイターII X for Matching Service                                           | カプコン                                            | 通信対戦「マッチングサービス」に対応 ドリームキャストダイレクト専売 | [ 204 ]                  |
| 2000年12月28日 | 未発売         | 未発売         | カードキャプターさくら 知世のビデオ大作戦                                                       | セガ                                                | | [ 205 ]                  |
| 2000年12月28日 | 未発売         | 未発売         | サクラ大戦・キネマトロン花組メール                                                              | セガ                                                | 『サクラ大戦』のキャラクターによるメールソフト | [ 206 ]                  |
| 未発売         | 2000年1月27日  | 2000年3月      | w:Legacy of Kain: Soul Reaver                                                                   | Eidos Interactive                                   | |                          |
| 未発売         | 2000年2月1日   | 2000年         | w:Wild Metal                                                                                    | Rockstar Games                                      | |                          |
| 未発売         | 2000年2月9日   | 2000年7月7日   | w:NHL 2K                                                                                        | Sega                                                | | [ 207 ]                  |
| 未発売         | 2000年2月29日  | 2000年3月17日  | w:ECW Hardcore Revolution                                                                       | Acclaim Entertainment                               | プロレス団体・ECWを題材としたゲーム | [ 208 ]                  |
| 未発売         | 2000年3月31日  | 2000年3月31日  | w:MDK2                                                                                          | Interplay Entertainment                             | | [ 209 ]                  |
| 未発売         | 2000年4月4日   | 2000年8月4日   | w:Star Wars Episode I Racer                                                                     | LucasArts                                           | |                          |
| 未発売         | 2000年5月2日   | 2000年5月2日   | w:Grand Theft Auto 2                                                                            | Rockstar Games                                      | 日本では『グランド・セフト・オート2』としてWindows版が発売されている。 | [ 210 ] [ 211 ]          |
| 未発売         | 2000年5月4日   | 2000年6月9日   | w:4 Wheel Thunder                                                                               | Midway Games                                        | ミッドウェイによるサンダーシリーズ第3弾 | [ 212 ]                  |
| 未発売         | 2000年5月9日   | 2001年2月2日   | w:Tom Clancy's Rainbow Six                                                                      | Majesco Sales                                       | |                          |
| 未発売         | 2000年5月30日  | 2000年7月21日  | w:Gauntlet Legends                                                                              | Midway Games                                        | ガントレットシリーズ第5作で、同名アーケードゲームの移植版 | [ 213 ]                  |
| 未発売         | 2000年6月9日   | 2000年9月8日   | w:Nightmare Creatures II                                                                        | Konami                                              | |                          |
| 未発売         | 2000年6月22日  | 2000年6月30日  | w:Draconus: Cult of the Wyrm Dragon's BloodPAL                                                  | Crave Entertainment                                 | | [ 214 ]                  |
| 未発売         | 2000年6月22日  | 2000年6月      | w:Omikron: The Nomad Soul                                                                       | Eidos Interactive                                   | 同名PCゲームの移植版で、デヴィッド・ボウイが出演している なお、ボウイはこのゲームに提供した曲をもとにアルバム『アワーズ…』を制作した | [ 215 ]                  |
| 未発売         | 2000年6月25日  | 未発売         | w:Namco Museum                                                                                  | Namco                                               | |                          |
| 未発売         | 2000年6月26日  | 2000年6月30日  | w:Wacky Races                                                                                   | Infogrames                                          | |                          |
| 未発売         | 2000年6月27日  | 2000年7月28日  | w:Midway's Greatest Hits Volume 1                                                               | Midway Games                                        | |                          |
| 未発売         | 2000年6月29日  | 2000年6月23日  | w:Silver                                                                                        | Infogrames                                          | |                          |
| 未発売         | 2000年6月29日  | 2000年6月29日  | w:Tony Hawk's Pro Skater Tony Hawk's SkateboardingPAL                                           | Crave Entertainment                                 | 日本ではPlayStation用ソフト『SuperLite 1500シリーズ TONY HAWK'S PRO SKATER』として発売された | [ 216 ]                  |
| 未発売         | 2000年6月30日  | 2000年6月30日  | w:Railroad Tycoon II                                                                            | Gathering of Developers                             | | [ 145 ]                  |
| 未発売         | 2000年6月30日  | 2000年7月7日   | w:South Park Rally                                                                              | Acclaim Entertainment                               | | [ 217 ]                  |
| 未発売         | 2000年6月30日  | 2000年11月17日 | w:Disney/Pixar Toy Story 2: Buzz Lightyear to the Rescue                                        | Activision                                          | |                          |
| 未発売         | 2000年7月2日   | 2000年5月26日  | w:Test Drive V-Rally V-Rally 2PAL                                                               | Infogrames                                          | |                          |
| 未発売         | 2000年7月9日   | 2000年9月8日   | w:Hidden & Dangerous                                                                            | TalonSoft                                           | 同名PCゲームの移植版 | [ 218 ]                  |
| 未発売         | 2000年7月11日  | 2000年6月23日  | w:Fur Fighters                                                                                  | Acclaim Entertainment                               | | [ 219 ]                  |
| 未発売         | 2000年7月13日  | 2000年8月25日  | w:Mag Force Racing                                                                              | Crave Entertainment                                 | |                          |
| 未発売         | 2000年7月19日  | 2000年9月1日   | w:Walt Disney World Quest: Magical Racing Tour                                                  | Eidos Interactive                                   | |                          |
| 未発売         | 2000年7月30日  | 未発売         | w:NFL QB Club 2001                                                                              | Acclaim Sports                                      | |                          |
| 未発売         | 2000年8月8日   | 2000年9月8日   | w:Jeremy McGrath Supercross 2000                                                                | Acclaim Sports                                      | |                          |
| 未発売         | 2000年8月22日  | 2000年9月22日  | w:Deep Fighter                                                                                  | Ubisoft                                             | "Sub Culture"の精神的続編 | [ 220 ] [ 22 ]           |
| 未発売         | 2000年9月6日   | 2000年11月17日 | w:San Francisco Rush 2049                                                                       | Midway Games                                        | |                          |
| 未発売         | 2000年9月14日  | 未発売         | w:NFL Blitz 2001                                                                                | Midway Games                                        | |                          |
| 未発売         | 2000年9月24日  | 2000年6月16日  | w:Caesars Palace 2000: Millennium Gold Edition                                                  | Interplay Entertainment                             | | [ 221 ]                  |
| 未発売         | 2000年9月26日  | 2001年2月9日   | w:Disney/Pixar Buzz Lightyear of Star Command                                                   | Activision                                          | テレビアニメ『スペース・レンジャー バズ・ライトイヤー』のゲーム化 | [ 221 ]                  |
| 未発売         | 2000年9月29日  | 未発売         | w:Hoyle Casino                                                                                  | Sierra Attractions                                  | | [ 222 ]                  |
| 未発売         | 2000年9月30日  | 未発売         | w:Frogger 2: Swampy's Revenge                                                                   | Hasbro Interactive                                  | | [ 219 ]                  |
| 未発売         | 2000年10月18日 | 2000年10月13日 | w:Star Wars Episode I: Jedi Power Battles                                                       | LucasArts                                           | |                          |
| 未発売         | 2000年10月22日 | 2000年12月8日  | w:Quake III Arena                                                                               | Sega                                                | |                          |
| 未発売         | 2000年10月23日 | 2000年11月10日 | w:Ready 2 Rumble Boxing: Round 2                                                                | Midway Games                                        | 『READY2 RUMBLE BOXING 〜打ち込め笑いのメガトンパンチ!!〜』の続編で、日本ではPlayStation 2版のみ発売 | [ 223 ]                  |
| 未発売         | 2000年10月23日 | 未発売         | w:Demolition Racer: No Exit                                                                     | Infogrames                                          | | [ 224 ]                  |
| 未発売         | 2000年10月24日 | 2001年         | w:Spec Ops II: Omega Squad                                                                      | Ripcord Games                                       | PCゲーム"Spec Ops II: Green Berets"の移植版 | [ 225 ]                  |
| 未発売         | 2000年10月29日 | 2001年1月19日  | w:KISS: Psycho Circus: The Nightmare Child                                                      | Take-Two Interactive                                | |                          |
| 未発売         | 2000年10月30日 | 2000年11月17日 | w:Army Men: Sarge's Heroes                                                                      | Midway Games                                        | アーミーメンシリーズ唯一のドリームキャスト作品 | [ 226 ]                  |
| 未発売         | 2000年10月30日 | 未発売         | w:4x4 Evo                                                                                       | Gathering of Developers                             | | [ 212 ]                  |
| 未発売         | 2000年10月31日 | 2000年4月21日  | w:Red Dog: Superior Firepower                                                                   | Crave Entertainment                                 | |                          |
| 未発売         | 2000年10月31日 | 2000年12月15日 | w:The Grinch                                                                                    | Konami                                              | 同名映画のゲーム化で、日本でも『グリンチ』として発売される予定だったが、最終的にはゲームボーイアドバンス版のみの発売となった。 2022年、日本国外向けのドリームキャスト用ソフトの開発機から、日本語版のデータが見つかった                                            | [ 227 ] [ 168 ]          |
| 未発売         | 2000年11月6日  | 2000年12月15日 | w:Tony Hawk's Pro Skater 2                                                                      | Activision                                          | |                          |
| 未発売         | 2000年11月9日  | 2000年11月24日 | w:MTV Sports: Skateboarding Featuring Andy MacDonald                                            | THQ                                                 | |                          |
| 未発売         | 2000年11月13日 | 2000年10月6日  | w:Urban Chaos                                                                                   | Eidos Interactive                                   | |                          |
| 未発売         | 2000年11月13日 | 2000年11月24日 | w:Chicken Run                                                                                   | Eidos Interactive                                   | 同名アニメ映画のゲーム化 | [ 195 ]                  |
| 未発売         | 2000年11月13日 | 未発売         | w:Ms. Pac-Man Maze Madness                                                                      | Namco                                               | |                          |
| 未発売         | 2000年11月15日 | 2000年12月20日 | w:Disney's 102 Dalmatians: Puppies to the Rescue                                                | Eidos Interactive                                   | 映画『102』のゲーム化 | [ 228 ]                  |
| 未発売         | 2000年11月19日 | 2000年12月15日 | w:Star Wars: Demolition                                                                         | LucasArts                                           | |                          |
| 未発売         | 2000年11月19日 | 2000年12月15日 | w:Tomb Raider: Chronicles                                                                       | Eidos Interactive                                   | 日本ではPlayStation版が『トゥームレイダー5:クロニクル』として発売された | [ 229 ]                  |
| 未発売         | 2000年11月20日 | 2000年12月8日  | w:Dave Mirra Freestyle BMX                                                                      | Acclaim Max Sports                                  | BMXライダーのデイヴ・ミラの名を冠したゲーム | [ 114 ]                  |
| 未発売         | 2000年11月20日 | 2001年5月4日   | w:Tom Clancy's Rainbow Six: Rogue Spear                                                         | Red Storm Entertainment                             | |                          |
| 未発売         | 2000年11月20日 | 未発売         | w:ESPN NBA 2Night                                                                               | Konami                                              | | [ 230 ]                  |
| 未発売         | 2000年11月21日 | 2000年7月7日   | w:Roadsters                                                                                     | Titus Interactive                                   | |                          |
| 未発売         | 2000年11月24日 | 2000年11月24日 | w:Disney's Dinosaur                                                                             | Ubisoft                                             | 映画『ダイナソー』のゲーム化 | [ 231 ]                  |
| 未発売         | 2000年11月27日 | 2000年11月17日 | w:Looney Tunes: Space Race                                                                      | Infogrames                                          | |                          |
| 未発売         | 2000年11月27日 | 2001年3月30日  | w:Starlancer                                                                                    | Crave Entertainment                                 | |                          |
| 未発売         | 2000年11月30日 | 2001年1月19日  | w:Sno-Cross Championship Racing                                                                 | Infogrames                                          | |                          |
| 未発売         | 2000年12月1日  | 未発売         | w:Who Wants to Beat Up a Millionaire?                                                           | Simon & Schuster Interactive                        | |                          |
| 未発売         | 2000年12月4日  | 未発売         | w:Maximum Pool                                                                                  | Sierra Sports                                       | | [ 209 ]                  |
| 未発売         | 2000年12月5日  | 2000年12月15日 | w:POD: Speedzone                                                                                | Ubisoft                                             | |                          |
| 未発売         | 2000年12月6日  | 未発売         | w:Prince of Persia: Arabian Nights                                                              | Mattel Interactive                                  | |                          |
| 未発売         | 2000年12月7日  | 未発売         | w:Q*bert                                                                                        | Majesco Sales                                       | |                          |
| 未発売         | 2000年12月11日 | 2001年8月10日  | w:Championship Surfer                                                                           | - Mattel Interactive - GAME Studios (PAL)           | | [ 125 ]                  |
| 未発売         | 2000年12月13日 | 2000年12月15日 | - w:Disney's Donald Duck: Goin' Quackers（北米） - Donald Duck Quack Attack                     | Ubisoft                                             | | [ 231 ]                  |
| 未発売         | 2000年12月13日 | 2001年2月2日   | w:Speed Devils: Online Racing                                                                   | Ubisoft                                             | "Speed Devils"にオンラインプレイを付与した作品 | [ 225 ]                  |
| 未発売         | 2000年12月17日 | 2001年6月22日  | w:Evil Dead: Hail to the King                                                                   | THQ                                                 | 映画『死霊のはらわた』のゲーム化 | [ 232 ]                  |
| 未発売         | 2000年12月18日 | 未発売         | w:Bang! Gunship Elite                                                                           | Red Storm Entertainment                             | | [ 103 ]                  |
| 未発売         | 2000年12月20日 | 2001年5月      | The Next Tetris: On-line Edition                                                                | Crave Entertainment                                 | |                          |
| 未発売         | 2000年12月21日 | 2001年3月9日   | w:Vanishing Point                                                                               | Acclaim Entertainment                               | 雑誌「ゲームラボ」によると、日本では2001年春ごろにチラシが配布された程度だという | [ 233 ]                  |
| 未発売         | 2000年12月30日 | 2001年2月9日   | w:ECW Anarchy Rulz                                                                              | Acclaim Entertainment                               | | [ 234 ]                  |
| 未発売         | 2000年         | 2000年         | w:Sega Swirl                                                                                    | Sega                                                | | [ 注 18 ]                |
| 未発売         | 未発売         | 2000年1月7日   | w:Jimmy White's 2: Cueball                                                                      | Virgin Interactive                                  | |                          |
| 未発売         | 未発売         | 2000年6月30日  | w:Sega Worldwide Soccer 2000 Euro Edition                                                       | Sega                                                | |                          |
| 未発売         | 未発売         | 2000年9月29日  | w:Who Wants to Be a Millionaire?                                                                | Eidos Interactive                                   | |                          |
| 未発売         | 未発売         | 2000年11月24日 | w:MoHo                                                                                          | Take-Two Interactive                                | |                          |
| 未発売         | 未発売         | 2000年11月30日 | w:Taxi 2                                                                                        | Ubisoft                                             | |                          |
| 未発売         | 未発売         | 2000年12月4日  | w:Planet Ring                                                                                   | Sega                                                | |                          |
| 未発売         | 未発売         | 2000年12月8日  | w:UEFA Dream Soccer                                                                             | Sega, Infogrames                                    | |                          |
| 未発売         | 未発売         | 2000年12月22日 | w:Aqua GT                                                                                       | Take-Two Interactive                                | | [ 126 ]                  |
| 未発売         | 未発売         | 2000年12月22日 | w:Toy Racer                                                                                     | Sega                                                | |                          |
| 2001年1月1日   | 未発売         | 未発売         | デ・ラ・ジェットセットラジオ                                                                    | セガ                                                | 『ジェットセットラジオ』の内容強化版。 k元々はドリームキャストダイレクトのみで限定販売されていたが、ユーザからの要望を受け、2001年10月18日にはドリームキャスト以外のショップでも発売された                                                                         | [ 236 ]                  |
| 2001年1月18日  | 2001年5月16日  | 未発売         | ギガウイング2                                                                                   | カプコン                                            | | [ 237 ]                  |
| 2001年1月18日  | 未発売         | 2001年3月9日   | ファイティングバイパーズ2                                                                       | セガ                                                | 同名アーケードゲームの移植版 | [ 238 ] [ 127 ]          |
| 2001年1月18日  | 未発売         | 未発売         | 超鋼戦紀キカイオー for Matching Service                                                         | カプコン                                            | ドリームキャストダイレクト専売 |                          |
| 2001年1月25日  | 2000年8月29日  | 2000年12月1日  | ULTIMATE FIGHTING CHAMPIONSHIP                                                                  | カプコン                                            | |                          |
| 2001年1月25日  | 2000年9月10日  | 2000年6月16日  | ecco THE DOLPHIN 〜DEFENDER OF THE FUTURE〜                                                     | セガ                                                | | [ 239 ]                  |
| 2001年1月25日  | 未発売         | 未発売         | ぼくドラえもん                                                                                  | セガトイズ                                          | 漫画『ドラえもん』関連作品としては初めてとなる、シミュレーション･アドベンチャーゲーム | [ 240 ]                  |
| 2001年1月25日  | 未発売         | 未発売         | ゴルフしようよ2 新たなる挑戦                                                                    | ソフトマックス                                      | |                          |
| 2001年2月1日   | 未発売         | 未発売         | ザ・心理ゲーム                                                                                  | ヴィジット                                          | |                          |
| 2001年2月2日   | 未発売         | 未発売         | エルドラドゲート （第3巻）                                                                      | カプコン                                            | |                          |
| 2001年2月15日  | 未発売         | 未発売         | ハンドレッドソード                                                                              | セガ                                                | @barai版は2001年2月8日発売 ネットワーク対戦サービスは2003年1月31日に終了 | [ 241 ]                  |
| 2001年2月15日  | 未発売         | 未発売         | エアロダンシング i                                                                              | CRI                                                 | | [ 242 ]                  |
| 2001年2月15日  | 未発売         | 未発売         | ストリートファイターZERO3 サイキョー流道場 for Matching Service                                 | カプコン                                            | ドリームキャストダイレクト専売 通信対戦サービスは、2003年9月1日に終了 | [ 243 ]                  |
| 2001年2月15日  | 未発売         | 未発売         | ネッパチVI @VPACHI 〜CRお宝探検隊〜                                                             | ダイコク電機                                        | ネッパチシリーズ第6弾 | [ 244 ]                  |
| 2001年2月22日  | 2001年7月27日  | 未発売         | FISH EYES Wild Reel Fishing: Wild                                                               | ビクターインタラクティブソフトウェア                | フィッシュアイズシリーズ初かつ唯一のドリームキャスト用ソフト | [ 244 ]                  |
| 2001年2月22日  | 未発売         | 未発売         | 西風の狂詩曲                                                                                    | ソフトマックス                                      | 同名PCゲームの移植版 | [ 244 ]                  |
| 2001年2月22日  | 未発売         | 未発売         | マクロスM3                                                                                      | 翔泳社                                              | マクロスシリーズを題材とした3Dシューティングゲームで、『超時空要塞マクロス』と『マクロス7』の間の出来事を題材としている | [ 245 ]                  |
| 2001年3月1日   | 未発売         | 未発売         | ファイヤープロレスリングD                                                                       | スパイク                                            | | [ 246 ]                  |
| 2001年3月15日  | 2000年11月13日 | 2000年11月17日 | ル・マン24アワーズ Test Drive Le Mans                                                           | セガ Infogrames                                     | ル・マン24時間レースを題材としたレースゲーム | [ 245 ]                  |
| 2001年3月15日  | 未発売         | 未発売         | バトルビースター                                                                                | スタジオワンダーエフェクト                          | マイクデバイス対応 | [ 247 ]                  |
| 2001年3月22日  | 2000年7月17日  | 未発売         | WORLD SERIES BASEBALL 2K1                                                                       | セガ                                                | | [ 248 ]                  |
| 2001年3月22日  | 2001年2月28日  | 2000年12月15日 | パワージェットレーシング 2001 Surf Rocket Racers                                                | CRI Crave Entertainment                             | |                          |
| 2001年3月22日  | 未発売         | 未発売         | EVE ZERO 完全版 ark of the matter                                                               | ゲームビレッジ                                      | PCゲーム『EVE ZERO』の移植版 | [ 34 ]                   |
| 2001年3月22日  | 未発売         | 未発売         | バイオハザード CODE:Veronica 完全版                                                             | カプコン                                            | | [ 136 ]                  |
| 2001年3月22日  | 未発売         | 未発売         | 春雨曜日                                                                                        | NECインターチャネル                                 | | [ 34 ]                   |
| 2001年3月22日  | 未発売         | 未発売         | サクラ大戦3 〜巴里は燃えているか〜                                                              | セガ                                                | 2002年3月7日に『サクラ大戦3 〜巴里は燃えているか〜 メモリアルパック』発売 | [ 158 ]                  |
| 2001年3月29日  | 2000年9月7日   | 未発売         | NFL 2K1                                                                                         | セガ                                                | | [ 248 ]                  |
| 2001年3月29日  | 2000年11月1日  | 未発売         | NBA 2K1                                                                                         | セガ                                                | |                          |
| 2001年3月29日  | 2001年4月16日  | 未発売         | ILLBLEED                                                                                        | クレイジーゲーム                                    | バーチャルお化け屋敷ゲーム | [ 249 ] [ 注 19 ] [ 44 ] |
| 2001年3月29日  | 未発売         | 未発売         | セガガガ                                                                                        | セガ                                                | 作中で「アダルトチルドレン」という言葉の使い方について複数の団体の指摘を受け、当該箇所の修正並びに一般発売の延期といった措置が取られた。 | [ 251 ]                  |
| 2001年3月29日  | 未発売         | 未発売         | ラブひな スマイルアゲイン                                                                       | セガ                                                | 漫画『ラブひな』をゲーム化 | [ 252 ]                  |
| 2001年4月5日   | 2000年7月31日  | 2000年6月9日   | スピリットオブスピード1937                                                                      | アクレイムジャパン                                  | |                          |
| 2001年4月5日   | 未発売         | 未発売         | Canvas 〜セピア色のモチーフ〜                                                                   | NECインターチャネル                                 | 同名PCゲームの移植版 | [ 253 ]                  |
| 2001年4月5日   | 未発売         | 未発売         | es （エス）                                                                                     | テレビ朝日/セガ                                     | サイコサスペンス・アドベンチャーゲーム | [ 254 ]                  |
| 2001年4月12日  | 2001年7月18日  | 未発売         | SPORTS JAM                                                                                      | セガ                                                | |                          |
| 2001年4月12日  | 未発売         | 未発売         | エルドラドゲート （第4巻）                                                                      | カプコン                                            | |                          |
| 2001年4月12日  | 未発売         | 未発売         | Angel Present                                                                                   | NECインターチャネル                                 | |                          |
| 2001年4月19日  | 未発売         | 未発売         | 新世紀エヴァンゲリオン タイピングE計画                                                          | ガイナックス                                        | 同名PCゲームの移植版 | [ 255 ]                  |
| 2001年4月19日  | 未発売         | 未発売         | Close to 〜祈りの丘〜                                                                           | キッド                                              | |                          |
| 2001年4月26日  | 2000年8月1日   | 2000年9月22日  | WWF ROYAL RUMBLE                                                                                | ユークス THQ                                        | |                          |
| 2001年4月26日  | 未発売         | 未発売         | アドバンスド大戦略2001                                                                          | セガ                                                | | [ 256 ]                  |
| 2001年4月26日  | 未発売         | 未発売         | KONOHANA:True Report                                                                            | サクセス                                            | | [ 257 ]                  |
| 2001年4月26日  | 未発売         | 未発売         | HAPPY★LESSON                                                                                    | データム・ポリスター                                | | [ 258 ]                  |
| 2001年5月10日  | 2001年8月5日   | 未発売         | デスクリムゾンOX                                                                                | エコールソフトウェア Sammy Studios                  | | -                        |
| 2001年5月24日  | 未発売         | 未発売         | NET VERSUS 囲碁                                                                                 | アットマーク                                        | ネットワーク接続することでパッケージに収録されていないタイトルを遊ぶことができる | [ 260 ]                  |
| 2001年5月24日  | 未発売         | 未発売         | NET VERSUS 将棋                                                                                 | アットマーク                                        | ネットワーク接続することでパッケージに収録されていないタイトルを遊ぶことができる | [ 261 ]                  |
| 2001年5月24日  | 未発売         | 未発売         | NET VERSUS チェス                                                                               | アットマーク                                        | ネットワーク接続することでパッケージに収録されていないタイトルを遊ぶことができる | [ 262 ]                  |
| 2001年5月24日  | 未発売         | 未発売         | NET VERSUS 花札                                                                                 | アットマーク                                        | ネットワーク接続することでパッケージに収録されていないタイトルを遊ぶことができる | [ 263 ]                  |
| 2001年5月24日  | 未発売         | 未発売         | NET VERSUS 麻雀                                                                                 | アットマーク                                        | ネットワーク接続することでパッケージに収録されていないタイトルを遊ぶことができる | [ 264 ]                  |
| 2001年5月24日  | 未発売         | 未発売         | NET VERSUS リバーシ                                                                             | アットマーク                                        | ネットワーク接続することでパッケージに収録されていないタイトルを遊ぶことができる | [ 265 ]                  |
| 2001年5月24日  | 未発売         | 未発売         | NET VERSUS 連珠 五目並べ                                                                        | アットマーク                                        | ネットワーク接続することでパッケージに収録されていないタイトルを遊ぶことができる | [ 266 ]                  |
| 2001年5月24日  | 未発売         | 未発売         | バウンティハンターサラ ホーリーマウンテンの帝王                                                 | カプコン                                            | | [ 267 ]                  |
| 2001年5月31日  | 2001年5月28日  | 2001年7月6日   | クレイジータクシー2                                                                             | セガ                                                | | -                        |
| 2001年5月31日  | 未発売         | 未発売         | エクソダスギルティー ネオス                                                                     | アーベル                                            | 同名PlayStation用ソフトの移植版 | [ 270 ]                  |
| 2001年6月6日   | 未発売         | 未発売         | エルドラドゲート （第5巻）                                                                      | カプコン                                            | | [ 271 ]                  |
| 2001年6月7日   | 2001年9月24日  | 2002年3月1日   | ファンタシースターオンラインVer.2                                                               | セガ                                                | | [ 270 ]                  |
| 2001年6月14日  | 2001年5月14日  | 2001年5月25日  | コンフィデンシャルミッション                                                                    | セガ                                                | 同名アーケードゲームの移植版。 | -                        |
| 2001年6月14日  | 未発売         | 未発売         | CAPCOM VS. SNK MILLENNIUM FIGHT 2000 PRO                                                        | カプコン                                            | 『CAPCOM VS. SNK MILLENNIUM FIGHT 2000』の強化版で、キャラクターを追加 | [ 274 ]                  |
| 2001年6月21日  | 2000年10月28日 | 2000年12月8日  | スーパーランナバウト サンフランシスコエディション                                               | クライマックス                                      | 北米版『スーパーランナバウト』の逆輸入版 | [ 275 ]                  |
| 2001年6月21日  | 未発売         | 未発売         | クレオパトラフォーチュン                                                                        | アルトロン                                          | 同名アーケードゲームの移植版 | [ 276 ]                  |
| 2001年6月21日  | 未発売         | 未発売         | Piaキャロットへようこそ!!2.5                                                                    | NECインターチャネル                                 | セガサターン用ソフト『Piaキャロットへようこそ2』および | [ 277 ]                  |
| 2001年6月21日  | 未発売         | 未発売         | ミス・ムーンライト                                                                              | ナグザット（加賀テック）/[Spi:l]                    | | [ 278 ]                  |
| 2001年6月23日  | 2001年6月18日  | 2001年6月23日  | ソニックアドベンチャー2                                                                         | ソニックシリーズ10周年記念作品                      | [ 278 ] |                          |
| 2001年6月28日  | 未発売         | 未発売         | ガイアマスター 決戦! 世紀王伝説                                                                 | カプコン                                            | | [ 279 ]                  |
| 2001年6月28日  | 未発売         | 未発売         | ガンダムバトルオンライン                                                                        | バンダイ                                            | | [ 280 ]                  |
| 2001年6月28日  | 未発売         | 未発売         | 対戦ネットギミック カプコン&彩京オールスターズ                                                  | カプコン                                            | アーケードゲーム『対戦ホットギミック』のシステムを採用した作品。 | [ 281 ]                  |
| 2001年6月28日  | 未発売         | 未発売         | MAGIC：The Gathering                                                                            | セガ                                                | 同名トレーディングカードゲームのコンピュータゲーム化で、収録内容は第6版を基にしている | [ 282 ]                  |
| 2001年7月5日   | 未発売         | 未発売         | 井上涼子 〜ルームメイト〜                                                                       | データム・ポリスター                                | | [ 283 ]                  |
| 2001年7月5日   | 未発売         | 未発売         | US Shenmue                                                                                      | セガ/CRI                                            | 日本国外版『シェンムー』の逆輸入 | [ 284 ]                  |
| 2001年7月5日   | 未発売         | 未発売         | スーパーパズルファイターIIX for Matching Service                                                | カプコン                                            | 『スーパーパズルファイターIIX』の通信対戦対応版で、バージョン違いも収録されている 通信対戦は2003年9月1日に終了 | [ 285 ]                  |
| 2001年7月12日  | 2001年9月13日  | 2002年4月26日  | ヘビーメタル ジオマトリックス                                                                   | カプコン                                            | アメリカン・コミック誌『Heavy Metal』のゲーム化作品 | [ 286 ] [ 218 ]          |
| 2001年7月12日  | 未発売         | 未発売         | カルドセプト セカンド                                                                           | メディアファクトリー                                | | [ 287 ]                  |
| 2001年7月19日  | 未発売         | 未発売         | プリンセスメーカーコレクション                                                                  | ジェネックス                                        | 『プリンセスメーカー2』と『プリンセスメーカー ゆめみる妖精』を収録 | [ 288 ]                  |
| 2001年7月26日  | 未発売         | 未発売         | パチスロ帝王ドリームスロット HEIWA SP                                                           | メディアエンターテイメント                          | パチスロ3機を収録した実機シミュレータ ネットワークプレイで得たメダルと実際の景品の交換ができた | [ 289 ]                  |
| 2001年7月26日  | 未発売         | 未発売         | 秘密 〜唯がいた夏〜                                                                             | スターフィッシュ                                    | | [ 289 ]                  |
| 2001年7月26日  | 未発売         | 未発売         | Fragrance Tale                                                                                  | TAKUYO                                              | 同名PCゲームの移植版 | [ 290 ] [ 289 ]          |
| 2001年7月26日  | 未発売         | 未発売         | 夢のつばさ -Fate of Heart-                                                                      | キッド                                              | | [ 291 ]                  |
| 2001年8月2日   | 2001年7月24日  | 2001年8月3日   | アウトトリガー                                                                                  | セガ                                                | 同名アーケードゲームの移植版 | [ 292 ]                  |
| 2001年8月2日   | 未発売         | 未発売         | 火焔聖母 The Virgin on Megiddo                                                                  | 広美/スタジオライン                                 | | [ 293 ]                  |
| 2001年8月2日   | 未発売         | 未発売         | CR必殺仕事人 パチってちょんまげ @VPACHI                                                         | ハックベリー                                        | 『CR必殺仕事人 』の実機シミュレータ | [ 294 ]                  |
| 2001年8月8日   | 未発売         | 未発売         | エルドラドゲート （第6巻）                                                                      | カプコン                                            | | [ 295 ]                  |
| 2001年8月9日   | 未発売         | 未発売         | ぐるぐる温泉2                                                                                   | セガ                                                | | [ 295 ]                  |
| 2001年8月9日   | 未発売         | 未発売         | こみっくパーティー                                                                              | アクアプラス                                        | 同名PCゲームの移植版 | [ 295 ]                  |
| 2001年8月9日   | 未発売         | 未発売         | ダビつく2                                                                                       | セガ                                                | | [ 295 ]                  |
| 2001年8月23日  | 未発売         | 未発売         | エアロダンシング i 次回作まで待てませ〜ん                                                       | CRI                                                 | 『エアロダンシング』シリーズのスペシャルディスクで、Windows版『エアロダンシング』との対戦が可能 | [ 296 ]                  |
| 2001年8月23日  | 未発売         | 未発売         | カナリア 〜この想いを歌に乗せて〜                                                               | NECインターチャネル                                 | 同名PCゲームの移植版 | [ 297 ]                  |
| 2001年8月30日  | 2001年8月21日  | 未発売         | ゲットバス2 Sega Bass Fishing 2                                                                 | セガ                                                | | [ 298 ]                  |
| 2001年8月30日  | 未発売         | 未発売         | 新世紀エヴァンゲリオン タイピング補完計画                                                       | ガイナックス                                        | 『新世紀エヴァンゲリオン タイピングE計画』の続編 | [ 299 ]                  |
| 2001年8月30日  | 未発売         | 未発売         | スーパーロボット大戦α for Dreamcast                                                             | バンプレスト                                        | 同名PlayStation用ソフトを基にした作品 | [ 300 ]                  |
| 2001年8月30日  | 未発売         | 未発売         | プロ野球チームをつくろう!&あそぼう!                                                             | セガ                                                | 「プロ野球チームをつくろう!」と「プロ野球チームをあそぼう!」のセット品で、2001年当時のデータを収録 | [ 301 ]                  |
| 2001年9月6日   | 2000年11月27日 | 2000年10月27日 | SEGA EXTREME SPORTS Xtreme SportsNA                                                             | セガ                                                | | [ 302 ]                  |
| 2001年9月6日   | 未発売         | 2001年11月23日 | シェンムーII                                                                                    | セガ                                                | | [ 22 ]                   |
| 2001年9月6日   | 未発売         | 未発売         | ゼロガンナー2                                                                                   | 彩京                                                | 同名アーケードゲームの移植版 | [ 303 ]                  |
| 2001年9月6日   | 未発売         | 未発売         | デ・ジ・キャラット ファンタジー                                                                 | ブロッコリー                                        | ブロッコリーのマスコット「デ・ジ・キャラット」を題材としたアドベンチャーゲーム | [ 304 ]                  |
| 2001年9月6日   | 未発売         | 未発売         | RUN=DIM as Black Soul                                                                           | アイディアファクトリー                              | テレビアニメ『RUN=DIM』の関連作品 | [ 305 ] [ 304 ]          |
| 2001年9月13日  | 未発売         | 未発売         | CAPCOM VS. SNK 2 MILLIONAIRE FIGHTING 2001                                                      | カプコン                                            | | [ 304 ]                  |
| 2001年9月13日  | 未発売         | 未発売         | コズミックスマッシュ                                                                            | セガ                                                | 同名アーケードゲームの移植版 | [ 306 ]                  |
| 2001年9月20日  | 未発売         | 未発売         | AIR                                                                                             | NECインターチャネル                                 | 同名PCゲームの移植版 | [ 307 ]                  |
| 2001年9月20日  | 未発売         | 未発売         | ぼくのテニス人生                                                                                | びんぼうソフト                                      | | [ 307 ]                  |
| 2001年9月27日  | 2001年11月23日 | 未発売         | 餓狼 MARK OF THE WOLVES Fatal Fury: Mark of the Wolves                                          | SNK                                                 | 同名アーケードゲームの移植版 | [ 308 ]                  |
| 2001年9月27日  | 未発売         | 未発売         | タイピング オブ ザ デート                                                                       | ハドソン                                            | タイピングゲーム | [ 309 ]                  |
| 2001年9月27日  | 未発売         | 未発売         | パチスロ帝王ドリームスロット OLYMPIA SP                                                         | メディアエンターテイメント                          | |                          |
| 2001年9月27日  | 未発売         | 未発売         | Memories Off 2nd                                                                                | キッド                                              | |                          |
| 2001年10月4日  | 未発売         | 未発売         | パチンコの殿堂 CRエナジー                                                                       | マイクロキャビン                                    | |                          |
| 2001年10月10日 | 未発売         | 未発売         | エルドラドゲート （第7巻）                                                                      | カプコン                                            | エルドラドゲートシリーズ最終作 | [ 310 ]                  |
| 2001年10月25日 | 未発売         | 未発売         | Candy Stripe 〜みならい天使〜                                                                   | セガ                                                | | [ 310 ]                  |
| 2001年10月25日 | 未発売         | 未発売         | D+VINE[LUV]                                                                                     | プリンセスソフト                                    | 同名PCゲームの移植版 | [ 310 ]                  |
| 2001年10月25日 | 未発売         | 未発売         | てんたま 〜1st Sunny Side〜                                                                     | キッド                                              | PlayStation用ソフト『てんたま』の移植版 | [ 310 ]                  |
| 2001年11月8日  | 未発売         | 未発売         | 井上涼子 ラストシーン                                                                           | データム・ポリスター                                | 井上涼子シリーズ最終作 | [ 311 ]                  |
| 2001年11月15日 | 2001年10月24日 | 2001年11月23日 | パワースマッシュ2 Tennis 2K2NA Virtua Tennis 2PAL                                               | セガ                                                | 同名アーケードゲームの移植版 | [ 311 ]                  |
| 2001年11月15日 | 未発売         | 未発売         | マリー＆エリーのアトリエ 〜ザールブルグの錬金術師1・2〜                                         | クールキッズ                                        | | [ 311 ]                  |
| 2001年11月22日 | 未発売         | 2002年1月11日  | Rez                                                                                             | セガ                                                | | [ 312 ]                  |
| 2001年11月29日 | 未発売         | 未発売         | プリズム・ハート                                                                                | キッド                                              | 同名成人向けPCゲームの移植版 | [ 313 ]                  |
| 2001年12月13日 | 未発売         | 未発売         | サカつく特大号2 J.LEAGUEプロサッカークラブをつくろう!                                           | セガ                                                | 『サカつく特大号 〜J.LEAGUEプロサッカークラブをつくろう!〜』のシステムを基に、2001年のデータを導入した作品 | [ 314 ]                  |
| 2001年12月20日 | 未発売         | 未発売         | 吉亜の丘で寝ころんで…                                                                           | ナグザット（加賀テック）/Mesa                       | 同名PCゲームの移植版 | [ 315 ]                  |
| 2001年12月20日 | 未発売         | 未発売         | サクラ大戦オンライン 帝都の長い日々                                                             | セガ                                                | セガのオンラインサービス「open dice」対応のオンラインゲーム | [ 313 ]                  |
| 2001年12月20日 | 未発売         | 未発売         | サクラ大戦オンライン 巴里の優雅な日々                                                           | セガ                                                | セガのオンラインサービス「open dice」対応のオンラインゲーム | [ 313 ]                  |
| 2001年12月27日 | 未発売         | 未発売         | 21 -TwoOne-                                                                                     | プリンセスソフト                                    | | [ 316 ]                  |
| 未発売         | 2001年1月15日  | 2000年11月3日  | w:Metropolis Street Racer                                                                       | Sega                                                | 日本でも『MSR』という題名で発売される予定だった |                          |
| 未発売         | 2001年1月31日  | 未発売         | w:Sega Smash Pack Vol. 1                                                                        | Sega                                                | |                          |
| 未発売         | 2001年2月13日  | 2000年12月8日  | w:Kao the Kangaroo                                                                              | Titus Software                                      | |                          |
| 未発売         | 2001年2月13日  | 2001年3月9日   | w:Ducati World Racing Challenge                                                                 | Acclaim Entertainment                               | | [ 214 ]                  |
| 未発売         | 2001年2月13日  | 2001年4月13日  | w:NBA Hoopz                                                                                     | Midway Games                                        | |                          |
| 未発売         | 2001年3月13日  | 2001年6月29日  | w:Unreal Tournament                                                                             | Infogrames                                          | 日本ではWindows版が『Unreal Tournament』として発売されている。 | [ 317 ]                  |
| 未発売         | 2001年4月19日  | 2001年6月29日  | w:Spider-Man                                                                                    | Activision                                          | [ 225 ] |                          |
| 未発売         | 2001年5月30日  | 未発売         | w:Max Steel: Covert Missions                                                                    | Mattel Interactive                                  | アクション・フィギュアシリーズ「マックス・スティール」のゲーム化 | [ 318 ]                  |
| 未発売         | 2001年6月3日   | 2001年4月27日  | w:Worms World Party                                                                             | Titus Interactive                                   | |                          |
| 未発売         | 2001年6月28日  | 2001年5月18日  | w:Stupid Invaders                                                                               | Ubisoft                                             | テレビアニメ"Space Goofs"のゲーム | [ 22 ]                   |
| 未発売         | 2001年7月2日   | 未発売         | w:Atari Anniversary Edition                                                                     | Infogrames                                          | 『アステロイド』ほか複数のアタリ作品を収録 | [ 226 ]                  |
| 未発売         | 2001年7月24日  | 2001年7月13日  | w:Soldier of Fortune                                                                            | Crave                                               | |                          |
| 未発売         | 2001年7月30日  | 2001年11月30日 | w:Floigan Bros.                                                                                 | Sega                                                | HoigleとMoigleのFloigan兄弟を描いたアドベンチャーゲーム。当初は1年間にわたり毎月追加コンテンツを配信する予定だったが、とん挫した。 うち1月に配信される予定だった分のアーカイブがインターネット上に存在していたが、当時の開発者らによって2017年に全12本が公開された | [ 319 ] [ 320 ]          |
| 未発売         | 2001年8月8日   | 2002年4月26日  | w:Razor Freestyle Scooter Freestyle ScooterPAL                                                  | Crave                                               | キックボードを題材としたゲームで、キックボードメーカー・レーザーがスポンサーとしてついている | [ 162 ]                  |
| 未発売         | 2001年8月9日   | 2002年2月8日   | w:Dragon Riders: Chronicles of Pern                                                             | Ubisoft                                             | 小説『パーンの竜騎士』シリーズのゲーム化 | [ 231 ]                  |
| 未発売         | 2001年8月9日   | 未発売         | w:Alien Front Online                                                                            | Sega                                                | アーケードゲーム『ALIEN FRONT』を原作とするオンラインゲーム 日本でもセガから「エイリアンフロント」として2001年夏に発売される予定だったが、同年6月の記者会見にてラインナップからはずされた                                                                          | [ 321 ] [ 322 ] [ 27 ]   |
| 未発売         | 2001年8月29日  | 未発売         | w:NCAA College Football 2K2: Road to the Rose Bowl                                              | Sega                                                | |                          |
| 未発売         | 2001年9月11日  | 未発売         | w:Mat Hoffman's Pro BMX                                                                         | Activision                                          | BMX選手のマット・ホフマンが監修したBMXゲーム | [ 318 ]                  |
| 未発売         | 2001年9月13日  | 未発売         | w:Ooga Booga                                                                                    | Sega                                                | | [ 323 ]                  |
| 未発売         | 2001年9月24日  | 2001年6月22日  | w:Alone in the Dark: The New Nightmare                                                          | Infogrames                                          | 「ナイトメア・クリーチャーズ」の続編 日本ではコナミから「ナイトメア・クリーチャーズ2」という題名で、ユニバーサルインタラクティブスタジオの提携第1弾として発売される予定だった                                                                                      | -                        |
| 未発売         | 2001年10月30日 | 未発売         | w:Bomberman Online                                                                              | Sega of America                                     | ボンバーマンシリーズにおいて唯一北米のみで発売された 日本国内でも『ボンバーマンオンライン 』という題名で発売される予定だった。 | [ 326 ]                  |
| 未発売         | 2001年11月15日 | 未発売         | Midway's Greatest Hits Volume 2                                                                 | Midway Games                                        | |                          |
| 未発売         | 2001年12月15日 | 2002年4月26日  | w:Conflict Zone                                                                                 | Ubisoft                                             | | [ 102 ]                  |
| 未発売         | 未発売         | 2001年2月2日   | w:F1 Racing Championship                                                                        | Ubisoft                                             | |                          |
| 未発売         | 未発売         | 2001年3月2日   | w:European Super League                                                                         | Virgin Interactive                                  | | [ 230 ]                  |
| 未発売         | 未発売         | 2001年5月11日  | w:Giant Killers                                                                                 | AAA                                                 | イングランドのサッカー界を舞台とした経営シミュレーション | [ 213 ] [ 注 20 ]        |
| 未発売         | 未発売         | 2001年5月18日  | w:Exhibition of Speed                                                                           | Titus Software                                      | |                          |
| 未発売         | 未発売         | 2001年6月8日   | w:Pro Pinball Trilogy                                                                           | Empire Interactive                                  | |                          |
| 未発売         | 未発売         | 2001年6月8日   | w:Stunt GP                                                                                      | EON Digital Entertainment                           | |                          |
| 未発売         | 未発売         | 2001年11月16日 | w:Headhunter                                                                                    | Sega                                                | | [ 22 ]                   |
| 未発売         | 未発売         | 2001年11月23日 | Monaco Grand Prix 2 Racing Simulation                                                           | Ubisoft                                             | | [ 145 ]                  |
| 2002年1月10日  | 未発売         | 未発売         | ボンバーヘッヘ                                                                                  | フジコムワークトレーディング                        | 爆破解体シミュレーション | [ 327 ]                  |
| 2002年1月17日  | 未発売         | 未発売         | ミッシングパーツ ザ・探偵ストリーズ                                                             | フォグ                                              | | [ 328 ]                  |
| 2002年1月24日  | 未発売         | 未発売         | ボコ夢の達人                                                                                    | フジコムワークトレーディング                        | アルバイトを題材としたバラエティゲーム | -                        |
| 2002年1月31日  | 未発売         | 未発売         | どきどきアイドルスターシーカーRemix                                                             | グレフ                                              | アーケードゲーム『どきどきアイドルスターシーカー』の移植版 | [ 331 ]                  |
| 2002年2月7日   | 未発売         | 2001年10月25日 | Jリーグ スペクタクルサッカー 90 Minutes: Sega Championship Football                             | セガ                                                | | [ 注 21 ]                |
| 2002年2月7日   | 未発売         | 未発売         | 不思議のダンジョン 風来のシレン外伝 女剣士アスカ見参!                                           | セガ                                                | 『風来のシレン』シリーズの外伝作品 | [ 332 ]                  |
| 2002年2月14日  | 未発売         | 未発売         | スペースチャンネル5 Part2                                                                       | セガ                                                | ドリームキャストダイレクト専売 | [ 333 ]                  |
| 2002年2月28日  | 未発売         | 未発売         | ウィークネスヒーロー トラウマンDC                                                               | フォーティファイブ                                  | 同名PCゲームの移植版 | [ 334 ]                  |
| 2002年2月28日  | 未発売         | 未発売         | 二重影                                                                                          | プリンセスソフト                                    | 同名PCゲームの移植版 | [ 335 ]                  |
| 2002年2月28日  | 未発売         | 未発売         | Milky Season                                                                                    | キッド                                              | 同名読者参加企画のコンピュータゲーム化 | [ 336 ]                  |
| 2002年3月7日   | 未発売         | 未発売         | みずいろ                                                                                        | NECインターチャネル                                 | 同名PCゲームの移植版 | [ 335 ]                  |
| 2002年3月14日  | 未発売         | 未発売         | ぐるぐる温泉3                                                                                   | セガ                                                | | [ 337 ]                  |
| 2002年3月21日  | 未発売         | 未発売         | サクラ大戦4 〜恋せよ乙女〜                                                                      | セガ                                                | ドリームキャストにおけるサクラ大戦シリーズ最後のナンバリング作品 | -                        |
| 2002年3月21日  | 未発売         | 未発売         | サクラ大戦 COMPLETE BOX                                                                         | セガ                                                | |                          |
| 2002年3月28日  | 2001年9月19日  | 未発売         | NFL 2K2                                                                                         | セガ                                                | 日本国外で発売されたバージョンをもとにしているため、日本語非対応。また、日本国外版にあったネットワーク機能は削除 ドリームキャストダイレクト専売 | [ 340 ]                  |
| 2002年3月28日  | 未発売         | 未発売         | カード・オブ・デスティニー 〜光と闇の統合者〜                                                   | アーベル                                            | | [ 341 ]                  |
| 2002年3月28日  | 未発売         | 未発売         | ナコルル 〜あのひとからのおくりもの〜                                                           | クールキッズ                                        | |                          |
| 2002年3月28日  | 未発売         | 未発売         | シスター・プリンセス プレミアム・エディション                                                   | メディアワークス                                    | |                          |
| 2002年4月11日  | 未発売         | 未発売         | 機動戦士ガンダム 連邦vs.ジオン&DX                                                               | バンダイ                                            | |                          |
| 2002年4月18日  | 2001年8月15日  | 未発売         | WORLD SERIES BASEBALL 2K2                                                                       | セガ                                                | 日本国外で発売されたバージョンをもとにしているため、日本語非対応。また、日本国外版にあったネットワーク機能は削除 ドリームキャストダイレクト専売 | [ 340 ]                  |
| 2002年4月18日  | 未発売         | 未発売         | 新世紀エヴァンゲリオン 綾波育成計画                                                             | ブロッコリー                                        | 同名PCゲームの移植版 | [ 342 ]                  |
| 2002年4月25日  | 未発売         | 未発売         | My Merry May                                                                                    | キッド                                              | | [ 343 ]                  |
| 2002年5月16日  | 未発売         | 未発売         | タコのマリネ                                                                                    | マイクロキャビン                                    | | [ 344 ]                  |
| 2002年5月23日  | 2001年10月24日 | 2002年3月8日   | NBA 2K2                                                                                         | セガ                                                | 日本国外で発売されたバージョンをもとにしているため、日本語非対応。また、日本国外版にあったネットワーク機能は削除 ドリームキャストダイレクト専売 | [ 340 ]                  |
| 2002年6月27日  | 未発売         | 未発売         | 同窓会2 again&refrain                                                                           | NECインターチャネル                                 | PCゲーム『同窓会2 again』と『同窓会2 refrain』を収録 | [ 345 ]                  |
| 2002年6月27日  | 未発売         | 未発売         | メタルウルフ                                                                                    | プリンセスソフト                                    | |                          |
| 2002年7月11日  | 2002年2月14日  | 未発売         | NHL 2K2                                                                                         | セガ                                                | 日本国外で発売されたバージョンをもとにしているため、日本語非対応。また、日本国外版にあったネットワーク機能は削除 ドリームキャストダイレクト専売 | [ 340 ]                  |
| 2002年7月11日  | 未発売         | 未発売         | キャッスルファンタジア 聖魔大戦                                                                 | シンビョウプランニング/Studio e.go!                 | |                          |
| 2002年7月18日  | 未発売         | 未発売         | 水夏 〜SUIKA〜                                                                                  | プリンセスソフト                                    | |                          |
| 2002年7月25日  | 未発売         | 未発売         | ELYSION 〜永遠のサンクチュアリ〜                                                                | NECインターチャネル                                 | 当初は2002年春に発売される予定だった。 | [ 346 ]                  |
| 2002年8月8日   | 未発売         | 未発売         | ザ・キング・オブ・ファイターズ2000                                                              | SNKプレイモア                                       | |                          |
| 2002年8月8日   | 未発売         | 未発売         | ファーストKISS☆物語II 〜あなたがいるから〜                                                      | ブロッコリー                                        | PC-FX用ソフト『ファーストKiss☆物語』の続編 | [ 347 ]                  |
| 2002年8月29日  | 未発売         | 未発売         | Ever17 -the out of infinity-                                                                    | キッド                                              | | [ 348 ]                  |
| 2002年8月29日  | 未発売         | 未発売         | SIMPLE2000シリーズDC Vol.01 BITTER SWEET FOOLS THE 恋愛アドベンチャー                           | ディースリー・パブリッシャー                        | |                          |
| 2002年9月5日   | 未発売         | 未発売         | 斑鳩                                                                                            | トレジャー/ESP                                      | 同名アーケードゲームの移植版 | [ 349 ]                  |
| 2002年9月12日  | 未発売         | 未発売         | パンドラの夢                                                                                    | NECインターチャネル                                 | 同名PCゲームの移植版 | [ 350 ]                  |
| 2002年9月26日  | 未発売         | 未発売         | 君が望む永遠                                                                                    | アルケミスト                                        | 同名PCゲームの移植版 | [ 351 ]                  |
| 2002年9月26日  | 未発売         | 未発売         | SIMPLE2000シリーズDC Vol.02 夏色セレブレーション THE 恋愛シミュレーション                       | ディースリー・パブリッシャー                        | |                          |
| 2002年9月26日  | 未発売         | 未発売         | SIMPLE2000シリーズDC Vol.03 ふれあい THE 恋愛シミュレーション                                   | ディースリー・パブリッシャー                        | |                          |
| 2002年9月26日  | 未発売         | 未発売         | SIMPLE2000シリーズDC Vol.04 おかえりっ! THE 恋愛アドベンチャー                                  | ディースリー・パブリッシャー                        | |                          |
| 2002年9月26日  | 未発売         | 未発売         | 僕と、僕らの夏                                                                                  | キッド                                              | |                          |
| 2002年10月24日 | 未発売         | 未発売         | ミッシングパーツ2 ザ・探偵ストーリーズ                                                          | フォグ                                              | | [ 352 ]                  |
| 2002年10月24日 | 未発売         | 未発売         | めい☆ぷる                                                                                       | プリンセスソフト                                    | |                          |
| 2002年11月21日 | 未発売         | 未発売         | ルームメイト・麻美・おくさまは女子高生 ディレクターズエディション                               | データム・ポリスター                                | |                          |
| 2002年11月28日 | 未発売         | 未発売         | 想い出にかわる君 〜Memories Off〜                                                               | キッド                                              | | [ 353 ]                  |
| 2002年11月28日 | 未発売         | 未発売         | 此花2 〜届かないレクイエム〜                                                                    | サクセス                                            | | [ 354 ]                  |
| 2002年12月26日 | 未発売         | 未発売         | ザ・キング・オブ・ファイターズ2001                                                              | SNKプレイモア                                       | |                          |
| 2002年12月26日 | 未発売         | 未発売         | ムサピィのチョコマーカー                                                                        | エコールソフトウェア                                | 同名アーケードゲームの移植版 | [ 355 ]                  |
| 2002年12月26日 | 未発売         | 未発売         | 雪語り                                                                                          | TAKUYO                                              | 同名成人向けPCゲームの移植版 | [ 356 ]                  |
| 未発売         | 未発売         | 2002年4月26日  | w:Evil Twin: Cyprien's Chronicles                                                               | BigBen Interactive                                  | ムック「The Dreamcast Encyclopedia」によると、元々はテレビ映画の企画だったという | [ 357 ]                  |
| 2003年1月30日  | 未発売         | 未発売         | Wind -a breath of heart-                                                                        | アルケミスト                                        | 同名PCゲームの移植版 | [ 358 ]                  |
| 2003年2月6日   | 未発売         | 未発売         | Piaキャロットへようこそ!!2                                                                      | NECインターチャネル                                 | 18歳以上対象 |                          |
| 2003年2月27日  | 未発売         | 未発売         | はっぴ〜ぶり〜でぃんぐ                                                                          | プリンセスソフト                                    | |                          |
| 2003年3月6日   | 未発売         | 未発売         | 怪盗アプリコット                                                                                | TAKUYO                                              | |                          |
| 2003年3月13日  | 未発売         | 未発売         | インタールード                                                                                  | NECインターチャネル                                 | |                          |
| 2003年3月27日  | 未発売         | 未発売         | Piaキャロットへようこそ!!3                                                                      | NECインターチャネル                                 | | [ 359 ]                  |
| 2003年5月29日  | 未発売         | 未発売         | カフェ・リトルウィッシュ                                                                        | プリンセスソフト                                    | 同名PCゲームの移植版 | [ 360 ]                  |
| 2003年5月29日  | 未発売         | 未発売         | Princess Holiday 〜転がるりんご亭千夜一夜〜                                                     | アルケミスト                                        | 同名PCゲームの移植版 | [ 361 ]                  |
| 2003年6月19日  | 未発売         | 未発売         | ザ・キング・オブ・ファイターズ2002                                                              | SNKプレイモア                                       | |                          |
| 2003年6月26日  | 未発売         | 未発売         | 白詰草話 〜EPISODE OF THE CLOVER〜                                                              | NECインターチャネル                                 | |                          |
| 2003年6月26日  | 未発売         | 未発売         | Blue-Sky-Blue【s】 -空を舞う翼-                                                                 | レインディア（エコールソフトウェア）                | |                          |
| 2003年6月26日  | 未発売         | 未発売         | 魔女のお茶会                                                                                    | NECインターチャネル                                 | 同名PCゲームの移植版 | [ 362 ]                  |
| 2003年7月10日  | 未発売         | 未発売         | My Merry Maybe                                                                                  | キッド                                              | |                          |
| 2003年7月17日  | 未発売         | 未発売         | マージ 〜MARGINAL〜                                                                             | プリンセスソフト                                    | |                          |
| 2003年7月31日  | 未発売         | 未発売         | for Symphony 〜with all one's heart〜                                                           | TAKUYO                                              | |                          |
| 2003年7月31日  | 未発売         | 未発売         | ミッシングパーツ3 ザ・探偵ストーリーズ                                                          | フォグ                                              | |                          |
| 2003年8月7日   | 未発売         | 未発売         | あいかぎ 〜ひだまりと彼女の部屋着〜                                                             | NECインターチャネル                                 | 同名PCゲームの移植版 | [ 363 ]                  |
| 2003年8月7日   | 未発売         | 未発売         | Iris 〜イリス〜                                                                                 | キッド                                              | 同名PlayStation 2用ソフトの移植版 | [ 363 ]                  |
| 2003年8月7日   | 未発売         | 未発売         | Erde 〜ネズの樹の下で〜                                                                         | キッド                                              | 同名PlayStation 2用ソフトの移植版 | [ 363 ]                  |
| 2003年9月25日  | 未発売         | 未発売         | SNOW                                                                                            | NECインターチャネル                                 | 同名PCゲームの移植版 | [ 363 ]                  |
| 2003年9月25日  | 未発売         | 未発売         | BORDER DOWN                                                                                     | グレフ                                              | 同名アーケードゲームの移植版 | [ 364 ]                  |
| 2003年10月23日 | 未発売         | 未発売         | すい〜とし〜ずん                                                                                | TAKUYO                                              | |                          |
| 2003年11月27日 | 未発売         | 未発売         | Ever17 -the out of infinity- Premium Edition                                                    | キッド                                              | |                          |
| 2003年11月27日 | 未発売         | 未発売         | 恋愛CHU! ハッピーパーフェクト                                                                   | GN Software                                         | 同名成人向けPCゲームの移植版 | [ 365 ]                  |
| 2003年12月25日 | 未発売         | 未発売         | ショコラ 〜maid cafe "curio"〜                                                                  | アルケミスト                                        | 同名PCゲームの移植版 | [ 366 ]                  |
| 2003年12月25日 | 未発売         | 未発売         | センチメンタルグラフティ 〜約束〜                                                               | NECインターチャネル                                 | |                          |
| 2003年12月25日 | 未発売         | 未発売         | モエかん                                                                                        | プリンセスソフト                                    | 同名成人向けPCゲームの移植版 | [ 367 ] [ 365 ]          |
| 2004年1月29日  | 未発売         | 未発売         | たまきゅう                                                                                      | NECインターチャネル                                 | 同名PCゲームの移植版 | [ 368 ]                  |
| 2004年1月29日  | 未発売         | 未発売         | IZUMO                                                                                           | シンビョウプランニング/Studio e.go!                 | |                          |
| 2004年2月24日  | 未発売         | 未発売         | ぷよぷよフィーバー                                                                              | セガ                                                | | [ 369 ]                  |
| 2004年2月26日  | 未発売         | 未発売         | After... 〜忘れえぬ絆〜                                                                         | ピオーネソフト（加賀テック）                        | |                          |
| 2004年2月26日  | 未発売         | 未発売         | サイヴァリア2 THE WILL TO FABRICATE                                                             | サクセス                                            | | [ 370 ]                  |
| 2004年3月25日  | 未発売         | 未発売         | 式神の城II                                                                                      | アルファ・システム                                  | 同名アーケードゲームの移植版 | [ 371 ]                  |
| 2004年3月25日  | 未発売         | 未発売         | てのひらを、たいように                                                                          | プリンセスソフト                                    | |                          |
| 2004年4月15日  | 未発売         | 未発売         | 風ノ唄                                                                                          | キャララ（レインソフトウェア）                      | 同名PCゲームの移植版で、ドリームキャスト版NScripter採用作品第1弾でもある | [ 29 ]                   |
| 2004年4月28日  | 未発売         | 未発売         | Orange Pocket 〜コルネット〜                                                                    | ピオーネソフト（加賀テック）                        | |                          |
| 2004年4月28日  | 未発売         | 未発売         | Cherryblossam 〜チェリーブロッサム〜                                                            | TAKUYO                                              | |                          |
| 2004年6月17日  | 未発売         | 未発売         | PIZZICATO POLKA 〜縁鎖現夜〜                                                                    | キッド                                              | |                          |
| 2004年6月24日  | 未発売         | 未発売         | うたう♪タンブリング・ダイス                                                                     | レインディア（エコールソフトウェア）                | |                          |
| 2004年6月24日  | 未発売         | 未発売         | 月は東に日は西に 〜Operation Sanctuary〜                                                        | アルケミスト                                        | 同名PCゲームの移植版 | [ 372 ]                  |
| 2004年9月22日  | 未発売         | 未発売         | パティシエなにゃんこ 〜初恋はいちご味〜                                                         | ピオーネソフト（加賀テック）                        | |                          |
| 2004年10月28日 | 未発売         | 未発売         | 水月 〜迷心〜                                                                                   | キッド                                              | PCゲーム『水月』の移植版で、ファンディスク 「みずかべ」 のアドベンチャーパートも収録されている | [ 373 ]                  |
| 2004年10月28日 | 未発売         | 未発売         | バルドフォースEXE                                                                               | アルケミスト                                        | PCゲーム『BALDR FORCE』の移植版 | [ 374 ] [ 375 ]          |
| 2004年12月16日 | 未発売         | 未発売         | カオスフィールド                                                                                | マイルストーン                                      | |                          |
| 2005年2月24日  | 未発売         | 未発売         | Angel Wish 〜君の笑顔にチュッ!〜                                                                | ピオーネソフト（加賀テック）                        | PCゲーム『Angel Wish 』の移植版 | [ 376 ]                  |
| 2005年4月7日   | 未発売         | 未発売         | トライジール                                                                                    | トライアングル・サービス                            | |                          |
| 2006年2月16日  | 未発売         | 未発売         | ラジルギ                                                                                        | マイルストーン                                      | |                          |
| 2006年3月23日  | 未発売         | 未発売         | アンダーディフィート                                                                            | グレフ                                              | | [ 377 ]                  |
| 2007年2月22日  | 未発売         | 未発売         | トリガーハート エグゼリカ                                                                       | 童                                                  | |                          |
| 2007年3月8日   | 未発売         | 未発売         | カラス                                                                                          | マイルストーン                                      | 日本における最後のライセンスタイトル | [ 32 ]                   |

## 非売品
- 1999年11月25日 ハローキティのガーデンパニック（セガ） - 「Hello Kitty ドリームキャストセット」に付属[378]。
- 1999年～2000年 Dreamcast Generator Vol. 1: Playable Bits and Video Clips - デモ集、アメリカ国内向けのメールオーダーを通じて配布された[379]。

## 非ライセンスタイトル
| 発売日         | 作品名                            | 発売元                              | 備考                                                                                    | 脚注              |
| -------------- | --------------------------------- | ----------------------------------- | --------------------------------------------------------------------------------------- | ----------------- |
| 2007年1月31日  | en:Last Hope                      | NG:DEV.TEAM                         |                                                                                         | [ 380 ] [ 注 22 ] |
| 2008年11月1日  | en:Wind and Water: Puzzle Battles | Yuan Works                          |                                                                                         | [ 381 ]           |
| 2009年7月17日  | en:DUX                            |                                     |                                                                                         |                   |
| 2009年9月4日   | Last Hope: Pink Bullets           | NG:DEV.TEAM                         | Last Hopeの改良版                                                                       | [ 382 ] [ 注 22 ] |
| 2009年11月4日  | en:Rush Rush Rally Racing         | RedSpotGames                        |                                                                                         | [ 383 ] [ 384 ]   |
| 2010年冬       | 高速ストライカー                  | NG:DEV.TEAM                         | 初出はネオジオ用ソフト（非ライセンス品）                                                | [ 385 ] [ 386 ]   |
| 2012年6月21日  | en:Gunlord                        | NG:DEV.TEAM                         |                                                                                         | [ 387 ]           |
| 2013年4月24日  | en:Sturmwind                      | RedSpotGames                        |                                                                                         |                   |
| 2014年2月17日  | en:Neo XYX                        | NG:DEV.TEAM                         |                                                                                         | [ 388 ]           |
| 2015年11月25日 | ピアソーラーと偉大なる建築家      | WaterMelon                          |                                                                                         |                   |
| 2015年         | Redux: Dark Matters               | ReduxGame, KTX Software Development |                                                                                         | [ 389 ]           |
| 2015年         | Ghost Blade                       | Hucast Games                        |                                                                                         | [ 390 ] [ 391 ]   |
| 2017年9月30日  | アリスのママの救出                | Orion Soft                          |                                                                                         |                   |
| 2017年         | 4x4 Jam                           | Invictus Games                      | 同名PSP用ソフトのソースコードをもとに移植                                               | [ 392 ] [ 392 ]   |
| 2017年11月     | フラッシュバック                  | JoshProd                            |                                                                                         | [ 392 ]           |
| 2017年9月30日  | 武蔵厳流記                        | JoshProd                            |                                                                                         | [ 392 ] [ 393 ]   |
| 2017年         | Rush Rush Rally Reloaded          | JoshProd                            |                                                                                         | [ 394 ]           |
| 2018年         | アウター・ワールド                | JoshProd                            |                                                                                         |                   |
| 2018年         | en:Bang Bang Busters              | JoshProd                            |                                                                                         |                   |
| 2018年         | Battle Crust                      | JoshProd                            | 2016年にピコリンネソフトが開発したものの移植版                                          | [ 395 ] [ 396 ]   |
| 2018年         | ブレイカーズ                      | JoshProd                            |                                                                                         | [ 注 23 ]         |
| 2018年         | エスケープ                        | JoshProd                            |                                                                                         |                   |
| 2018年         | Düx 1.5                           | JoshProd                            |                                                                                         |                   |
| 2018年7月21日  | en:Fade to Black                  | JoshProd                            |                                                                                         |                   |
| 2019年         | キャプテン・トマディ              | PixelHeart                          |                                                                                         | [ 397 ]           |
| 2019年         | Finding Teddy                     | PixelHeart                          |                                                                                         | [ 397 ]           |
| 2019年         | FX Unit Yuki: The Henshin Engine  | PixelHeart                          |                                                                                         | [ 397 ]           |
| 2019年         | en:Magic Pockets                  | PixelHeart                          |                                                                                         | [ 397 ]           |
| 2019年         | Armed 7                           | PixelHeart                          | 2009年6月11日にASTRO PORTが発売したものの移植版                                         | [ 398 ] [ 397 ]   |
| 2019年         | en:Volgarr the Viking             | PixelHeart                          |                                                                                         | [ 397 ]           |
| 2022年6月      | POSTAL                            | WAVE Game Studios                   | 同名PCゲームからの移植版で、移植の際には原作者のRunning With Scissorsから許可を得ている | [ 399 ]           |

## 発売されなかったタイトル
| 作品名                                     | 発売元                              | 備考 | 脚注                           |
| ------------------------------------------ | ----------------------------------- | --- | ------------------------------ |
| メタルマックス ワイルドアイズ              | アスキー                            | 1999年頃に開発されており、オープンワールドゲームになる予定だった 発売元であるアスキーの経営難により発売中止となった | [ 400 ] [ 401 ]                |
| センチメンタルグラフィティ～再会～         | インターチャネル                    | 発売日未定の末、2004年10月25日にインターチャネルは開発中止を発表 | [ 402 ]                        |
| ジャーマン2                                | ヴィジット                          | 2001年8月3日時点のセガのホームページではテーブルゲームとある一方発売日は未定だった。 | [ 403 ]                        |
| モンスターブリード                         | NECインターチャネル                 | NECインターチャネルのリームキャスト参入表明時に発表されたが、『モンスターファーム』との類似性から見送られた | [ 26 ]                         |
| パンツァーフロント2                        | エンターブレイン                    | |                                |
| SD飛龍の拳伝説EX                           | カルチャーブレーン                  | 「Dreamcast PRESS」にて進捗の言及あり | [ 223 ]                        |
| 元祖!動物占い+恋愛占いパズル               | カルチャーブレーン                  | |                                |
| 新格闘術 飛龍の拳列伝                      | カルチャーブレーン                  | 「Dreamcast PRESS」にて進捗の言及あり | [ 223 ]                        |
| ハムスター物語DC                           | カルチャーブレーン                  | |                                |
| 飛龍の拳 外伝                              | カルチャーブレーン                  | 「Dreamcast PRESS」にて進捗の言及あり | [ 223 ]                        |
| プロ指南麻雀「兵」                         | カルチャーブレーン                  | |                                |
| 恋愛麻雀メルティースクール                 | カルチャーブレーン                  | |                                |
| トリップトラップ                           | キャラメルポッド                    | |                                |
| Lian ～終わらない君の唄～                  | キャララ                            | Purple SoftwareによるPC用美少女ゲームからの移植作品 ドリームキャスト版NScrpiter採用作品第2弾として発売が予定されていたが、発売延期の末に中止となった。 制作に協力していたライターのPusaiが雑誌「ゲームラボ」に寄せた記事によると、ソフトは完成しており、セガにも納品されていたが、担当部署が廃止されたため発売できなかったという。 | [ 29 ]                         |
| Lしたいね! For DC                          | クールキッズ                        | 2002年8月に発売された女性向けADV「Lしたいね!」の移植版になる予定だった | [ 404 ]                        |
| Innocent Tears                             | グローバル・A・エンターテインメント | 1999年11月に発表された作品で、最終的にはXboxへ移行した | [ 405 ]                        |
| アニマスターパズル                         | 久礼深雪事務所                      | |                                |
| 鄭問之三國誌                               | ゲームアーツ                        | ドリームキャスト参入表明時に発表された作品で、最終的にはPlayStation 2へ移行した | [ 405 ]                        |
| Castlevania: Resurrection                  | コナミ                              | 悪魔城ドラキュラシリーズの一作品になる予定だったが、一説によると開発スタッフ内での意見の相違が発売中止の原因とされている 2021年にプロトタイプが見つかっている | [ 406 ]                        |
| モンスタートラック                         | コナミ                              | |                                |
| リングス                                   | コナミ                              | |                                |
| ニーベルングの指輪                         | サクセス                            | 同名PCゲームの移植版で、1999年春に発表された | [ 405 ]                        |
| クラック2（仮題）                          | ジーク                              | 1998年10月6日に行われた「SEGA New Challenge Conferencee II」で公開された発売予定リストでは1999年4月以降発売予定だった。 一方、「ドリームインフォメーション」Vol.1掲載時点での発売は未定だった | [ 407 ] [ 408 ]                |
| 虹色天使                                   | ジャパンコーポレーション            | 悪い魔女を倒すために7人の少女を育てるシミュレーションゲームで、ドリームキャスト参入表明の時点では1999年4月以降発売予定だった。 | [ 405 ] [ 407 ]                |
| Warrz（ワーズ）                            | ショウエイシステム                  | 「ドリームインフォメーション」Vol.1掲載時点での発売は未定であり、RPGであることが記されていた | [ 408 ]                        |
| バトルビースター2                          | スタジオワンダーエフェクト          | 2001年8月3日時点のセガのホームページでは2001年発売予定だった。 | [ 403 ]                        |
| ガイストフォース                           | セガ                                | 1998年2月10日の発売予定でドリームキャスト本体発売前に開かれた東京ゲームショウにて映像が公開されていた 英語版と日本語版の2種類が存在しており、2012年には後者のプロトタイプが流出している | [ 409 ]                        |
| ダービーオーナーズ クラブオンライン        | セガ                                | セガが2001年1月24日に公開した発売予定リストでは2001年発売予定だった | [ 322 ]                        |
| ダイナミックゴルフ                         | セガ                                | セガが2001年1月24日に公開した発売予定リストでは2001年夏発売予定だったが、6月の記者会見にてラインナップからはずされた。 | [ 322 ] [ 27 ]                 |
| type-x spiral nightmame                    | セガ                                | 未来の火星基地を舞台としたホラーアドベンチャーになる予定で、雑誌「ドリームキャストマガジン」Vol.27掲載時点における完成度は30％だった。 | [ 410 ]                        |
| ディーディープラネット                     | セガ                                | 2000年8月10日に発売が予定されており、ゲーム雑誌「ドリームキャストマガジン」にレビューが掲載されていたが発売延期となり、そのまま中止 | [ 411 ] [ 173 ]                |
| 10SIX                                      | セガ                                | インターネットを通じたシミュレーションゲームになる予定だったが、2001年3月21日にセガより発売中止が表明された | [ 412 ]                        |
| Toejam & Earl                              | セガ                                | セガが2001年1月24日に公開した発売予定リストでは2001年発売予定だった | [ 413 ] [ 322 ]                |
| バルダーズゲート                           | セガ                                | 同名PCゲームの移植版 ドリームキャスト用ネットワークシステム「Dreamcast HEAT」の対応第1弾になる予定だった | [ 414 ]                        |
| ビックリマン2000 仮名レオン斬帝の陰謀      | セガ                                | セガが2001年1月24日に公開した発売予定リストに掲載されていたが、6月の記者会見にてラインナップからはずされた。 | [ 413 ] [ 322 ] [ 27 ]         |
| ファーネーション                           | セガ                                | プレイヤー間の交流をメインとしたMMORPG。 セガが2001年1月24日に公開した発売予定リストでは2001年夏発売予定だったが、6月の記者会見にてラインナップからはずされた。 2024年7月、正規ディスクに収録された動画がYoutubeにアップロードされた。                                                                                             | [ 413 ] [ 322 ] [ 27 ] [ 415 ] |
| Floigan Brothers                           | セガ                                | セガが2001年1月24日に公開した発売予定リストでは2001年夏発売予定だった | [ 322 ]                        |
| プロペラアリーナ                           | セガ                                | 2001年10月4日に発売が予定されていた 発売中止に関してセガ側の正式発表は無いものの、アメリカ同時多発テロ事件が原因では無いかと推測されている セガフェス2018にてサンプル版が公開されているほか、開発途中のバージョンが流出している | [ 416 ] [ 411 ]                |
| モンスターをつくろう!                      | セガ                                | セガが2001年1月24日に公開した発売予定リストでは2001年発売予定だった | [ 322 ]                        |
| ゴルフしようよ コースデータ集 サバイバル集 | ソフトマックス                      | |                                |
| アル・グ・レート                           | 拓洋興業                            | 「ドリームインフォメーション Vol.14」掲載時点では発売未定だった一方、シミュレーションゲームと通信対応RPGになる予定だった | [ 417 ]                        |
| LiltherB ～リルハーブ～                    | TAKUYO                              | 2002年10月の時点では、2002年12月に発売が予定されていた。その後2003年3月に変更された | [ 418 ] [ 419 ]                |
| Ring Age（リングエイジ）                   | TAKUYO                              | 2002年10月の時点では、2003年1月に発売が予定されていた 2003年10月の時点では2004年発売予定とあった | [ 418 ] [ 420 ]                |
| ロードスター                               | タイタス                            | |                                |
| 井上涼子～カレンダー～                     | データムポリスター                  | |                                |
| HAPPY★LESSON2                              | データムポリスター                  | |                                |
| ダークアイズ                               | ネクステック                        | 2001年8月3日時点のセガのホームページではネットワーク対応RPGとある一方、発売日は未定だった。 | [ 403 ]                        |
| ちQのトモダチ                              | ネクステック                        | 同名の携帯電話アプリと連携した作品になる予定で、発売予定日は2001年4月26日だった。 なお、PC版は発売されている | [ 421 ] [ 233 ]                |
| 釣り                                       | パイ                                | |                                |
| www．サッカー～参加者募集中～              | happy                               | 1999年ごろに発表された。なお、発売元のhappyは、株式会社クリーンフライトのゲーム開発チームの名前である。 | [ 405 ]                        |
| Little Dream                               | パンサーソフトウェア                | ドリームキャスト参入表明時に発表された作品で、大塚は温かなデザインから低年齢層をターゲットにしていたのではないかと推測している | [ 405 ]                        |
| ブレイブナイト                             | パンサーソフトウェア                | ドリームキャスト参入表明時に発表された作品で、最終的にはXboxへ移行した | [ 405 ]                        |
| はるかぜ戦隊Vフォース2 -翼の向こうに-      | ビングキッズ                        | 「ドリームインフォメーション」Vol.1掲載時点での発売は未定だったが、シミュレーションRPGになる予定だった | [ 408 ]                        |
| if it happens                              | フジコムワークトレーディング        | 2001年8月3日時点のセガのホームページではテーブルゲームとあり、2001年に発売が予定されていた。2001年10月31日時点のセガのホームページでは2002年春とあり、ジャンルもインタラクティブドラマに変更されていた | [ 403 ] [ 422 ]                |
| グラッピーパーク（仮）                     | フジコム                            | 2001年12月3日時点のセガのホームページでは2002年に発売予定だった | [ 423 ]                        |
| ジュリアン                                 | フジコム                            | 「ドリームインフォメーション Vol.14」掲載時点では2000年に発売予定だった | [ 417 ]                        |
| トップ・オブ・ザ・フォーミュラ             | フジコム                            | F1を題材としたドライバー育成シミュレーションゲーム | [ 405 ]                        |
| 大相撲 （仮題）                            | ボトムアップ                        | 「ドリームインフォメーション」Vol.1掲載時点では、1998年8月に発売される予定だった | [ 408 ]                        |
| オッズ・マジック 馬連1号                   | マインデックス                      | |                                |
| オッズ・マジック ワイド1号                 | マインデックス                      | |                                |
| 椿色のプリジオーネ                         | ミンク                              | 2001年10月31日時点のセガのホームページでは2002年春に発売予定だった | [ 422 ]                        |
| NBA HOOP2                                  | ミッドウェイ                        | |                                |
| ALEXANDER The road to Percia               | メディアファクトリー                | メディアミックス・アレクサンダー戦記プロジェクトの一作品で、最初の題名は『ALEXANDER ～Virus Composer～』だった。 | [ 26 ]                         |
| Speed Busters                              | UBIソフト                           | 「ドリームインフォメーション」Vol.1掲載時点では1999年に発売される予定だった | [ 408 ]                        |
| 紫炎龍2                                    | 童                                  | 1998年10月6日に行われた「SEGA New Challenge Conferencee II」で公開された発売予定リストでは、1998年4月以降発売予定だった。 いっぽう、『ドリームキャストFAN』1999年2月12日号掲載時点では1999年12月発売予定だった | [ 407 ] [ 424 ]                |
| ダイナマイトロボ2000                       | 童                                  | |                                |
| ダイナマイト刑事                           | セガ                                | ドリームキャストダイレクトでの専売が予定されていた |                                |
| ハーフライフ                               | Gearbox Software                    | 同名PCゲームの移植版で、発売延期を繰り返した末、市場の変化を理由に開発中止 なお収録予定だった新規シングルプレイヤーキャンペーンは、後にパソコン用ソフト『Half-Life: Blue Shift』として発売 | [ 425 ]                        |
| Internet Game Pack                         | Visual Concepts                     | ゲーム雑誌「Official Dreamcast Magazine」の付録となる予定だった 2019年、ビデオゲームの開発素材の保存活動を行う団体・Hidden Palaceによってプロトタイプが公開された | [ 426 ]                        |
| Millennium Racer: Y2K Fighters             |                                     | 同名PCゲームの移植版。2017年に有志が入手した開発キットのハードディスクの中からほぼ遊べる状態のデータが見つかった | [ 427 ]                        |
| Turrican 3D                                |                                     | タリカンシリーズの3Dゲームとして発表されていた | [ 428 ]                        |
| グランド・セフト・オートIII                | Rockstar Game                       | 同名PCゲームの移植版で、1999年から2000年ごろに開発がなされていたが、商業的な理由からPlayStation2に移行した。 2024年にファンによるドリームキャストへの移植計画が話題となった際、同作のテクニカルディレクターを務めたObbe Vermeijが存在を明らかにした                                                                                | [ 429 ]                        |
| ハムナプトラ～失われた砂漠の都～           | コナミ                              | 同名映画のゲーム化で、ユニバーサルインタラクティブスタジオとの提携作品になる予定だった。2000年8月ごろに発表された。 | [ 227 ]                        |
| ウッディ・ウッドペッカーレーシング         | コナミ                              | 2000年11月ごろに発表され、ユニバーサルインタラクティブスタジオとの提携作品になる予定だった。 | [ 227 ]                        |
| Age of Empires 2 The Age of Kings          | コナミ                              | 同名PCゲームの移植版。E3 2000にて発表され、マイクロソフトとの提携作品になる予定だった。 | [ 26 ]                         |
| 五分後の世界                               | メディアファクトリー                | 同名小説のゲーム化 2001年3月29日に発売が予定されていた。大塚祐一がゲームラボに寄せた記事によると、すでにソフトはできていたが、セガのハード事業撤退を受け、PlayStation 2用ソフトとして売り出した。 | [ 26 ]                         |
| デビル                                     | メディアファクトリー                | 『ラストブロンクス』の開発チームとアニメ会社GONZOとの共同制作になる予定だった | [ 26 ]                         |